# Юэлл, Ричард
Ричард Стоддерт Юэлл (англ. Richard Stoddert Ewell, иногда неправильно транслитерируется как Эвелл; 8 февраля 1817 — 25 января 1872) — кадровый офицер армии США и генерал армии Конфедерации в годы Гражданской войны. Юэлл, бывший выпускником Вест-Пойнта, участвовал в Мексиканской войне, служил в Нью-Мексико и Аризоне, после начала Гражданской войны стал командиром бригады, затем дивизии и прославился во время кампании в долине Шенандоа, где служил под командованием Джексона Каменная Стена. Был ранен в первый день второго сражения при Булл-Ран и вернулся в строй только в мае 1863 года, когда принял командование Вторым корпусом вместо погибшего Джексона. Он сумел разгромить федеральную дивизию при Винчестере, завоевав славу «нового Джексона», но его действия в ходе сражения при Геттисберге вызывали противоречивые оценки; некоторые историки считают нерешительность Юэлла одной из причин неудачи сражения. Юэлл командовал корпусом в неудачных кампаниях осени 1863 года, что снова нанесло урон его репутации. Его успехи в сражении в Глуши остались незамеченными, и после сражения при Спотсильвейни генерал Ли отстранил Юэлла от командования корпусом; Юэлл стал командовать гарнизоном Ричмонда. После эвакуации Ричмонда он отступал с двумя дивизиями на запад, но его армия была разбита при Сайлерс-Крик, Юэлл попал в плен и провёл некоторое время в заключении в форте Уоррен. После освобождения он провёл последние годы, занимаясь управлением своей плантацией.

## Ранние годы
Род Юэллов имел английское происхождение. Считалось, что эта фамилия произошла от названия старинной саксонской деревни Юэлл в английском графстве Суррей. Первым покинул Англию Джеймс Юэлл в годы Английской революции. Он поселился на побережье Вирджинии, женился на женщине по имени Анна, и в их семье было семеро детей. Один из сыновей Джеймса Юэлла по имени Чарльз стал кирпичником, а затем плантатором в округе Ланкастер. Он женился на Мэри-Энн Бэртренд, и в их семье также было семеро детей, в том числе Чарльз, Бертранд и Соломон. Соломон основал линию «Ланкастерских Юэллов», а братья Бэртренд и Чарльз переселились в округ Принс-Уильям и основали там «принс-уильямскую» ветвь рода.
В 1740 году Чарльз-младший построил плантацию Бель-Эйр. Он женился на Саре Болл, родственнице Мэри Болл — матери Джорджа Вашингтона. Его дочь Мэриэмн стала женой хирурга Крейка, друга Вашингтона, который присутствовал при его кончине. Джесс, старший сын Чарльза, в 1767 году женился на Шарлотте Юэлл и унаследовал Бель-Эйр. Он стал близким другом Томаса Джефферсона, которого часто принимал у себя в доме, и умер в 1805 году. В годы Войны за независимость Джесс был полковником ополчения, но не успел принять участия в боях. Его рапиру впоследствии некоторое время носил Ричард Юэлл.
У Джесса и Шарлотты было 17 детей. 14-м был Томас Юэлл, который родился в 1785 году. Он стал медиком и автором книг по медицине. 3 марта 1807 года он женился на Элизабет Стоддерт из Джорджтауна, дочери майора Бенджамина Стоддерта, раненого в сражении при Брендивейне. У Элизабет Стоддерт была сестра Харриет, которая вышла замуж за Джорджа Кэмпбелла и стала матерью Лизинки Кэмпбелл Браун, будущей жены Юэлла. В семье Томаса и Элизабет родились: Ребекка (1808), Бенжамин (1810), Пол Гамильтон (1812) и Элизабет Стоддерт (1813). 8 февраля 1817 года родился третий сын, которого назвали Ричард Стоддерт.

Halcyon House, место рождения Юэлла

Ричард Юэлл родился в Джорджтауне, округ Колумбия, в доме, известном как «Halcyon House», который построил его дед по матери в 1785 году. Уже через год после рождения Ричарда семья переехала в Филадельфию, а в 1819 году поселилась в Вашингтоне. Их дом находился рядом с домом Стивена Декейтора, который умер на их глазах в 1820 году после ранения на дуэли. В том же году семья переехала в Сентервилл, где приобрела дом, известный как «Стоуни-Лансом», и затем второй, «Фор-Чимни-Хаус». Здесь родились младшие братья и сестра Ричарда: Томас и Уильям, Вирджиния. Томас-старший умер в 1826 году, после многих лет бедности и алкоголизма. Семья осталась в тяжёлом положении на грани голода. В 1828 году мать отдала Бенжамина Юэлла в академию Вест-Пойнт, а Пола в колледж, но Пол умер в 1831 году, вероятно, от тифа. Ричарду было в это время 14 лет, и он остался старшим мужчиной в семье. Работа на ферме не оставляла ему времени на получение образования, поэтому его обучали родственники, а школу он посещал всего один год. С 1834 года его мать стала искать способ пристроить Ричарда в Вест-Пойнт. Ей удалось заручиться помощью Джорджа Кэмпбелла, и тот свёл Ричарда с президентом Эндрю Джексоном, который дал ему рекомендацию для военного секретаря. Секретарь потребовал рекомендации от конгрессмена Джозефа Чинна, и она также была получена в 1835 году, но вакансии были уже закрыты, и Ричарда смогли принять только в 1836 году.
В эти годы Ричард сблизился с Элизабет (Лизинкой) Кэмпбелл Браун, дочерью Джорджа Кэмпбелла. Она родилась в 1820 году в Санкт-Петербурге, когда её отец был послом США в России, и была названа в честь императрицы Елизаветы, которая была близким другом семьи Кэмпбеллов. Семья Лизинки с 1832 года жила в Вашингтоне, она часто посещала «Стоуни-Лансом», и между ней и Ричардом завязались романтические отношения. Они, однако же, прервались в 1836 году, когда Ричард поступил в Вест-Пойнт (в 1839 году Лизинка вышла замуж за Джеймса Перси Брауна, и Юэлл больше не имел серьёзных отношений с другими женщинами).

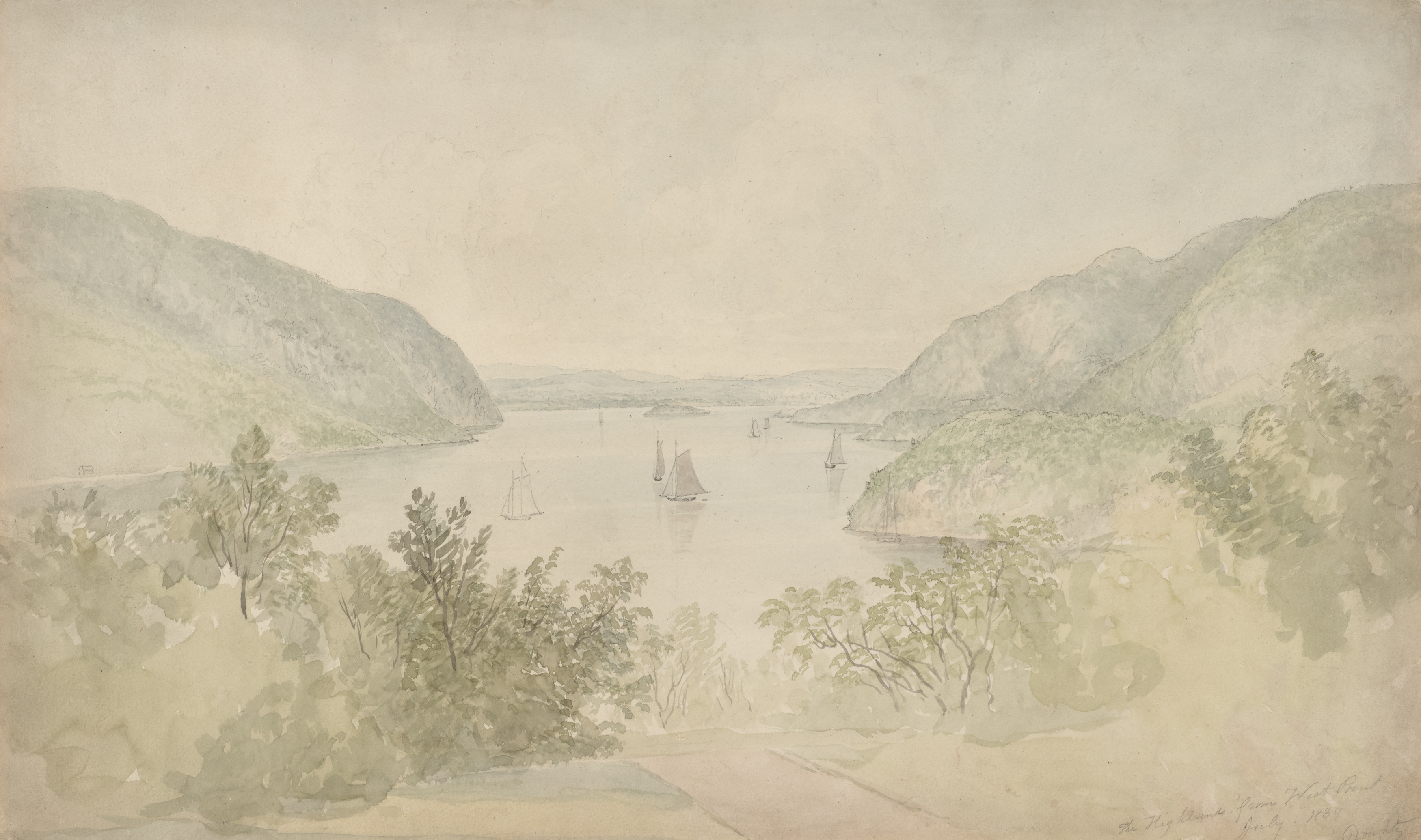
Вид из Вест-Пойнта. Томас Доути, 1839

Юэлл прибыл в Вест-Пойнт в июне 1836 года и оказался в одном классе с Джорджем Гетти, Уильямом Хейсом, Башродом Джонсоном, Полом Гебертом, Исраелем Ричардсоном, Джорджем Томасом и Уильямом Шерманом — с последним он сдружился особенно тесно. Его брат Бенжамин в это время преподавал в Вест-Пойнте математику. Кадеты в то время были сведены в батальон из четырёх рот, по 70 человек каждая. Юэлл попал в роту А, в которой также числились Джозеф Хукер, Джон Седжвик, Пьер Борегар и Генри Халек. Шерман и Томас также были впоследствии переведены в эту роту. За годы учёбы Юэлл получил сравнительно немного дисциплинарных взысканий: 56 в первый год, 70 во второй, 41 в третий и 46 в четвёртый. Между тем дисциплина в целом в академии ухудшалась по вине суперинтенданта Де Русси, и в итоге 1 сентября 1838 года военный департамент сместил его, назначив суперинтендантом майора Ричарда Делафилда. Делафилд сразу же навёл в академии железную дисциплину.
В последний год учёбы Юэлл получил звание лейтенанта роты А (при командире Стюарте Ван Влите). Капралом этой роты в то время был Джеймс Лонгстрит. Он занимался строевой подготовкой новичков, среди которых в том году был Улисс Грант. В том же году Юэлл начал задумываться о выборе образа жизни. Его мать советовала покинуть армию и стать учителем. Юэлл ответил, что с его образованием он не пригоден ни к чему, кроме военной карьеры. Он писал, что человек в его положении, если у него нет денег, вынужден оставаться в армии, чтобы не умереть с голоду. В другом письме он говорил, что совершенно не заинтересован оставаться в армии, но не желает голодать. Юэлл не интересовался артиллерией, а успеваемость не давала ему шансов стать инженером. Оставалась карьера драгуна, пехотинца или моряка. Считалось, что у драгун лучше условия и грамотнее офицеры, но они в основном стояли на фронтире, вдали от цивилизации и социальной жизни. После долгих колебаний Юэлл всё же выбрал карьеру драгуна. 1 июля 1840 года он окончил академию (13-м по успеваемости из 42-х кадетов выпуска 1840 года) и получил временное звание второго лейтенанта 1-го драгунского полка.

### Служба на фронтире
По окончании академии Юэлл отправился домой, а в конце лета был направлен для несения службы в Карлайлские казармы в Пенсильвании. Эти казармы в то время служили драгунским тренировочным лагерем. В 1840 году в армии США было два драгунских полка по 750 человек в каждом. Казармами командовал капитан Эдвин Самнер, ветеран Войны Чёрного Ястреба. 20 ноября Юэлл получил приказ явиться в расположение роты А, 1-го драгунского полка в форт Гибсон. К моменту прибытия рота была уже перебазирована в Форт-Уэйн, и Юэлл прибыл туда вскоре после Рождества. Форт был ещё не достроен и представлял собой несколько домиков в пустынной степи, в 25 милях от городка Бентонвилла (Арканзас). Для готовки еды и ухода за конями Юэлл купил за 600 долларов 14-летнего раба по имени Артур, с условием, что через 2 года его прежний хозяин выкупит Артура назад за ту же сумму.
Во время службы в форте религиозность Юэлла, привитая ему матерью, стала постепенно гаснуть. Причиной был юношеский скептицизм, грубый уклад жизни в форте и отсутствие организованной религиозной жизни на фронтире. Ещё более сильным фактором было впечатление от наблюдения за миссионерами. Юэлл проникся отвращением к ним и был очень удивлён, когда его брат Уильям решил выбрать этот род деятельности. «Меня шокирует мысль, что Уильям станет миссионером, — писал он, — я видел, сколько вреда они нанесли тут индейцам, и довольно скептически оцениваю пользу от них. Миссионеры — одни из главных наших мерзавцев».
В 1842 году Форт-Уэйн был оставлен, и драгун перевели в новый форт Скотт в 100 километрах от форта Ливенворт. Летом 1843 года Юэлл принял участие в экспедиции капитана Сен-Джорджа Кука в Санта-Фе. Отряд, сопровождающий торговый караван, покинул форт Ливенворт 31 августа, за 6 недель дошёл до Санта-Фе и вернулся, пройдя в общей сложности 700 миль в тяжелейших погодных условиях. Капитан Кук отметил заслуги Юэлла в своём рапорте. Желая быть ближе к цивилизации, Юэлл попросил перевести его в Миссури в Джефферсоновские казармы, и просьба была удовлетворена. В один из дней, когда он был старшим офицером при казармах, в его распоряжение прибыл лейтенант Улисс Грант. Грант помнил об этой встрече много лет спустя и упомянул её в своих мемуарах.
В мае 1845 года Юэлл вернулся в форт Ливенворт, как раз в тот момент, когда полковник Филип Карни готовил военную экспедицию по Орегонской тропе с целью произвести впечатление на индейские племена и предотвратить их нападения на торговые караваны. В экспедиции участвовали 4 кавалерийские роты из форта Ливенворт и рота Юэлла из форта Скотт. Экспедиция началась 18 мая и 14 июня пришла в форт Ларами. Здесь рота Юэлла была оставлена для охраны имущества, а 13 июля Керни вернулся в форт, забрал роту и отправился в форт Ливенворт по дороге Санта-Фе. 24 августа экспедиция завершилась, её участники прошли 2066 миль за 99 дней. У Юэлла ухудшилось здоровье, он взял отпуск и отправился на отдых в Вирджинию. Он вернулся на запад 1 мая 1846 года и узнал, что ещё 18 сентября получил звание первого лейтенанта.

### Мексиканская война

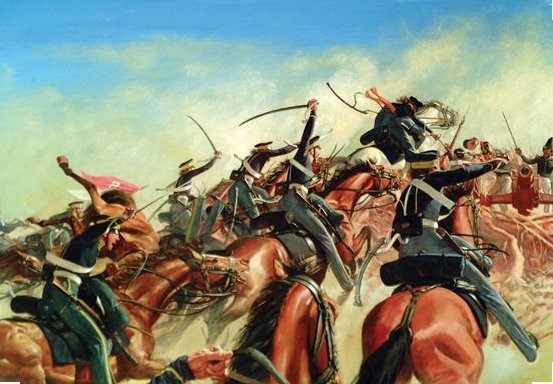
Атака 1-го драгунского полка

Юэлл служил в топографической береговой службе, когда началась Мексиканская война. В мае его отправили на рекрутскую службу в Огайо. Узнав, что Филип Карни, к этому времени ставший генералом, собирается вести роту F на Рио-Гранде, он попросил временно присоединить его к этой роте и получил согласие. В конце августа он прибыл в расположение роты в Джефферсоновские казармы и 5 недель помогал Карни тренировать драгун. 5 октября был получен приказ следовать в Техас. Рота отправилась на пароходе вниз по Миссисипи, сделала остановку в Новом Орлеане и затем высадилась в Пойнт-Исабель, в устье Рио-Гранде. Рота прибыла в расположение армии генерала Тейлора, но вскоре Тейлор отправил дивизию Уорта на усиление армии Скотта, и рота F отправилась вместе с ней. В армии Скотта рота стала эскортной ротой при штабе главнокомандующего. После взятия Веракруса армия выступила на Мехико. В сражении при Серро-Гордо роту держали в резерве, но после отступления мексиканцев её бросили преследовать противника. В это время получил ранение Томас Юэлл — он умер ночью того дня на руках у Ричарда и был похоронен на месте гибели, согласно его воле.
Мексиканская армия отступила к Сан-Антонио. Капитан Роберт Ли нашёл путь в тыл мексиканцам, по которому дивизии Пиллоу и Твиггса вышли к местечку Контрерас, разбили при Контрерас мексиканский отряд и вышли к Чурубуско. При атаке редута около Чурубуско был ранен капитан Карни, и Юэлл, который сам едва избежал ранения, принял командование ротой «F». Вскоре пал Чапультепек, и генерал Скотт вступил в Мехико вместе с эскортной ротой F. Мексиканская война закончилась, Юэлл остался вместе с оккупационной армией в Мехико. До 22 декабря он командовал ротой F, затем принял командование ротой К. Вскоре после он узнал, что получил временное звание капитана за храбрость при Контрерас и Чурубуско.
Здоровье Юэлла ухудшалось, участились приступы малярии, и ему даже предлагали отпуск, но он отказался. В Мексике не хватало драгунских офицеров, поэтому у Юэлла была возможность занимать посты более высокие, чем позволяло его звание. 2 февраля 1848 года был подписал мирный договор с Мексикой, и драгун вернули в Джефферсоновские казармы. К этому времени Юэлл чувствовал себя так плохо, что запросил отпуск. Он даже думал уволиться из армии и стать фермером, но его отговорили от этого решения. В августе он получил отпуск, покинул Миссури и отправился в Вирджинию.

### Служба в Нью-Мексико
В октябре отпуск Юэлла закончился, и он был направлен в Карлайлские казармы. В это время правительство решило вернуть в армию лейтенанта Джеймса Скомберга, уволенного некогда за плохое поведение. Это помешало бы Юэллу получить звание капитана. Он начал переговоры с правительством по этому вопросу, и в итоге восстановление Скомберга в звании было отменено. В апреле военный департамент незаслуженно (по мнению Юэлла) присвоил звание капитана Люциусу Нортропу. Это решение было в итоге утверждено под влиянием сенатора Джефферсона Дэвиса, и Юэлл, по его словам, никогда полностью не простил Дэвису этого. Но в это же время из полка уволился капитан Уильям Эстис, и 4 августа 1849 года Юэлл занял место капитана роты G.
1 июня 1850 года Юэлла направили на службу в Ричмонд, а через 2 месяца ему было приказано отправиться к своей роте в Нью-Мексико. Он отправился в форт Ливенворт, принял командование над отрядом в 160 новобранцев и 15 августа выступил с ними в марш на Санта-Фе. В этом переходе участвовали драгунский капитан Абрахам Бьюфорд, драгунский лейтенант Альфред Плезонтон и лейтенант пехоты Генри Хет. Юэлл почти сразу заболел дизентерией и сдал командование Бьюфорду. В Нью-Мексико отряд встретил Кита Карсона, которому Юэлл помог захватить в плен бандита, замышлявшего нападение на обоз на тропе Санта-Фе. С этого события началась дружба Юэлла и Кита Карсона, которая длилась многие годы. 23 октября Юэлл прибыл в Санта-Фе.

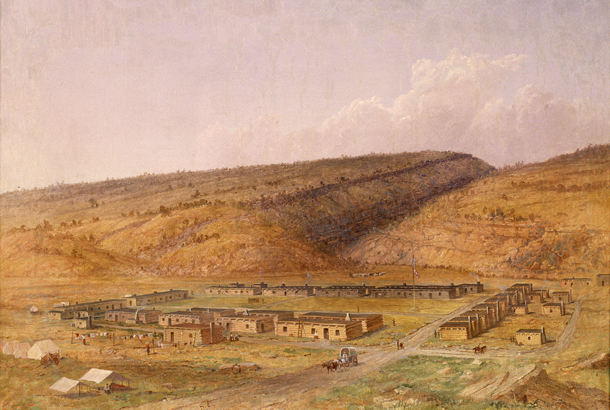
Форт Дефианс в 1873 году

В 1850 году в Нью-Мексико жило около 40 000 индейцев, половину которых составляли враждебно настроенные племена навахо и апачей. Правительство держало в регионе 21 роту для защиты местного населения, со штабом в Санта-Фе. По приказу командования Юэлл 30 октября прибыл в Райадо, в распоряжение майора Уильяма Грира, который командовал ротами G и I. В июле 1851 года командование департаментом принял полковник Эдвин Самнер, который организовал передислокацию постов и, кроме того, был уполномочен проводить карательные рейды против враждебных племён. В августе Самнер предпринял рейд против навахо, который не дал никакого результата. Армия вернулась в Санта-Фе, оставив роту Юэлла в форте Дефайанс. Рота простояла три месяца в форте, после чего ушла в Лас-Лунас. В июле — августе 1853 года Юэлл снова участвовал в рейде против навахо. В ноябре 1853 года драгуны получили новые карабины Шарпса, а уже в январе 1854 года началось восстание индейцев, и Юэлл возглавил рейд для подавления апачей-мескалеро. Он снова не встретил индейцев за все 30 дней рейда.

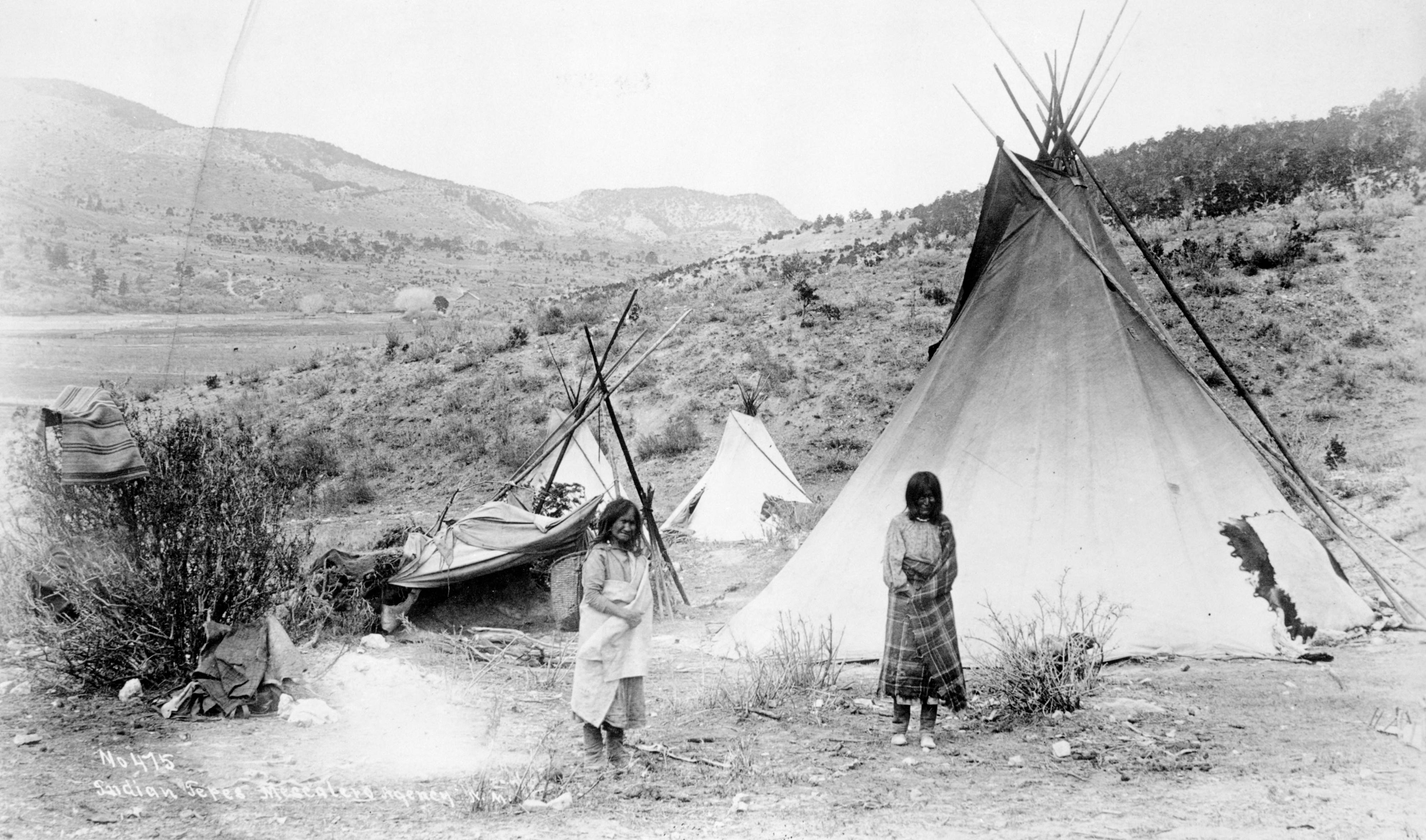
Лагерь индейцев мескалеро

Вскоре командование департаментом принял Джон Гарланд, и рейды возобновились. Заданием Юэлла было усмирение племени мескалеро, которое насчитывало всего 900 человек во главе с вождём Санта-Анной, но наводило страх на весь регион. 17 января 1855 года мескалеро напали на лагерь Юэлла на реке Панаско. После перестрелки Юэлл несколько дней преследовал индейцев и только 20 января повернул обратно. 8 февраля он вернулся в Лос-Лунас. В перестрелке при Панаско были убиты 7 индейцев, в том числе Санта-Анна, и это обратило на Юэлла внимание командования. Рейд Юэлла в итоге вынудил индейцев искать мира, и в июне был заключён мирный договор. Через месяц Юэлл сопровождал губернатора Меривезера на переговоры для заключения мира с племенем навахо. После заключения мира со всеми враждебными племенами Юэлл сопровождал губернатора в форт Ливенворт. Он рассчитывал на получение звания майора, но претендентов было слишком много.

### Служба в Аризоне
В июле 1856 года 1-й драгунский полк был разделён на две части: три роты были отправлены на западное побережье, а четыре, под командованием майора Эноха Стина, — на Территорию Аризона. Рота G относилась ко второй группе и 22 сентября покинула Лас-Лунас. Стин привёл свой отряд в форт Торн на Рио-Гранде, откуда 19 октября отправился в Таскон. Так как в Тасконе не было условий для лагеря, Стин начал искать другое место, и по его приказу Юэлл разведал подходящую стоянку в Охос-Кальентес, откуда можно было эффективно контролировать племена апачей. Основание поста не остановило набеги апачей-чирикауа, поэтому в апреле 1857 года Стину было приказано совершить рейд на племя чирикауа. Ввиду болезни Стина рейд возглавил Юэлл. 12 мая он привёл драгун в горы Чирикауа, откуда совершил два рейда по индейской территории. В это время начался поход Бонневиля, Юэллу было приказано идти на соединение с отрядом Бонневиля, и 8 июня он присоединился к нему на реке Гила-Ривер. Бонневиль разделил отряд на две колонны, одну поручив Уильяму Лорингу, а вторую — Диксону Майлзу. Половину колонны Майлз возглавил сам, половину поручил Юэллу. По мере продвижения вглубь территории апачей Бонневиль всё более терял уверенность в успехе. «Капитан Юэлл сейчас — моя единственная надежда», — писал один из лейтенантов. В ходе рейда отряд Юэлла атаковал апачей на реке Гила, убив около двадцати бойцов ценой потери десяти человек ранеными. Поражение вынудило апачей искать мира, но переговоры сорвались. Бонневиль свернул кампанию, Юэлл получил многочисленные положительные отзывы в рапортах и заработал себе хорошую репутацию.
Пока Юэлл был в походе, майор Стил основал новый пост, который назвал Бьюкенен, в честь нового президента. Юэлл был вызван в форт Бьюкенен, но уже в августе отбыл в Санта-Фе для участия в трибунале и вернулся только после Рождества. Весной 1858 года майора Стина сменил майор Эдвард Фицджеральд. Через четыре месяца и он покинул форт по состоянию здоровья, и Юэлл принял командование Бьюкененом. Набеги апачей были главной проблемой в то время. В форте было слишком мало людей, чтобы хоть как-то помешать апачам. В марте 1859 года командование принял подполковник Исаак Ван Дазен Риив, при котором рота Юэлла осталась единственной кавалерийской ротой в форте. Юэлл в это время получил известие о смерти матери, которая умерла в Уильямсберге 18 января, и тяжело переживал это событие.
В мае 1860 года гарнизон форта Бьюкенен был переведён в новый форт Брекинридж. Уже в сентябре Юэлл был вызван в трибунал в форт Блисс в Техасе. Здесь он получил известия о выходе Южной Каролины из состава Союза. 31 января 1861 года Юэлл отбыл в Ричмонд. Он был так нездоров, что его сестра Ребекка сказала: «Ричард приехал в Ричмонд, чтобы умереть». В марте он запросил отпуск на 10 месяцев по состоянию здоровья. В апреле Вирджиния вышла из состава Союза. Юэлл до последнего момента надеялся, что Союз будет сохранён, но в итоге 24 апреля уволился из армии США. Он действовал под влиянием «болезненного чувства долга. Я сказал болезненного, — писал он потом, — потому что уверен, что мало кто был так привязан к той стране, как я… Это было для меня подобно смерти».

## Гражданская война
Уже 25 апреля Юэлл был номинирован к получению звания подполковника кавалерии, губернатор Летчер утвердил номинацию и отправил её в Сенат штата на утверждение. В конце месяца Юэлл отправился в Эшланд, где принял в управление тренировочный кавалерийский лагерь. Лагерь размещался в здании конюшен и вмещал 800 человек. Помещений скоро стало не хватать, также обнаружилась нехватка оружия и снаряжения, и всё же за три недели Юэлл сделал всё, что мог, для тренировки новобранцев и даже заслужил рекомендацию к повышению. 19 мая его отправили в Калпепер, куда он прибыл 24 мая, но в тот же день федеральная армия захватила Александрию, и все калпеперские подразделения были отправлены к Манассасу, где командование ими принял бригадный генерал Бонем. Юэллу Бонем передал всю свою кавалерию и приказал разместить аванпост в Фэирфаксе.
В Фэирфаксе в то время стояли две кавалерийские роты, общей численностью в 60 человек. Не прошло и недели после прибытия Юэлла, как произошло сражение при Фэирфаксе. Ранним утром 1 июня федеральная кавалерия напала на Фэирфакс, обратив в бегство часть кавалеристов Юэлла. Выскочив на улицу в одной ночной рубашке, Юэлл нашёл несколько десятков человек роты Warrenton rifles, но они не узнали его. Положение спас Уильям Смит, бывший губернатор Вирджинии, который случайно оказался в Фэирфаксе, и который уже давно был знаком с Юэллом. С его помощью Юэлл построил отряд, занял оборону и отбил вторую атаку федеральной кавалерии. При повторной атаке Юэлл был ранен: кавалерист-северянин выстрелил в него из пистолета и попал в плечо около шеи. Федералы отступили. На рассвете подошли ещё две роты кавалерии, и Юэлл послал их преследовать противника, но безрезультатно.
Впоследствии газетчики иногда обвиняли Юэлла в неграмотном размещении охранения, из-за которого он был застигнут врасплох, но свидетельства говорят о том, что он не совершил серьёзных ошибок. Его необученные, недисциплинированные люди просто не могли выдержать первую атаку регулярной кавалерии. Генерал Бонем учёл все обстоятельства, высказал Юэллу благодарность и отметил его энергичность и храбрость в рапорте.
17 июня Юэлл получил звание бригадного генерала и возглавил бригаду размером в три полка:
- 5-й Алабамский пехотный полк полковника Роберта Роудса;
- 6-й Алабамский пехотный полк полковника Джона Сиблса;
- 6-й Луизианский пехотный полк полковника Исаака Сеймура.

В том же месяце Бонем сдал командование под Манассасом Пьеру Борегару, который теперь командовал шестью бригадами: Бонема, Юэлла, Кука, Лонгстрита, Джонса и Эрли. Он развернул бригады на рубеже реки Булл-Ран, бригаду Бонема оставил на передовом посту в Фэирфаксе, а бригаду Юэлла — в Фэирфакс-Стейшен. 16 июля федеральная армия начала наступление на Манассас. Бонем отступил за Булл-Ран, но его донесение не дошло до Юэлла, и тот едва не попал в окружение. Лишь умелые действия полковника Роудса позволили бригаде отойти за реку у переправы Миллс-Форд. При отступлении южане успели разрушить железнодорожный мост через реку.
Бригада Юэлла заняла позицию на крайнем правом фланге армии, где её поддерживала батарея Томаса Россера. 18 июля неподалёку произошла перестрелка, известная как сражение при Блэкбернс-Форд. Юэлл держал бригаду под ружьём, но на его участке федералы ничего не предпринимали. 21 июля генерал Борегар решил атаковать левый фланг федеральной армии. Юэлл должен был наступать первым: в 05:30 ему было приказано быть готовым наступать в любой момент. Но время шло, а приказа не приходило. В 07:00 генерал Джонс сообщил, что Борегар приказал ему наступать, и что Юэллу, по его данным, приказано то же самое. Юэлл сразу же перешёл Булл-Ран и направился в сторону Сентервилла. Но вскоре вестовой сообщил ему, что противник обошёл левый фланг армии, ситуация критическая, и Юэллу необходимо вернуться к переправе. И только в 15:00 он получил приказа атаковать федеральную батарею в миле выше по течению. Юэлл снова перешёл реку, но тут генерал Джозеф Джонстон приказал ему вернуться и спешить на левый фланг. Однако к тому моменту, как он прибыл на указанную позицию, солнце уже садилось и стрельба прекратилась.
24 июля Юэлл составил свой официальный рапорт. На следующий день он узнал, что генерал Борегар недоволен тем, что он не выполнил приказ о наступлении на Сентервилл. Юэлл предложил Борегару предоставить копию этого приказа и назвать курьера, который его доставлял. Оказалось, что у Борегара нет копии и он не помнит курьера. Ему пришлось уступить, и он написал Юэллу, что никоим образом не винит его в неудаче и отразит это в рапорте. И всё же рапорт Борегара породил в обществе недобрые слухи о Юэлле вплоть до обвинений в измене. Дискуссии по этому вопросу вспыхнули снова в 1884 году и бурно обсуждались в прессе до 1891 года.
Ещё 19 июля, через день после перестрелки у Блэкбернс-Форд, к Юэллу прибыл Джордж Кэмпбелл Браун (1840—1893), сын Лизинки Браун от первого мужа. Он стал адъютантом Юэлла и пробыл на этой должности почти всю войну. Его письма впоследствии были изданы в книге «Campbell Brown’s Civil War With Ewell and the Army of Northern Virginia».
После сражения армии Юга остались на своих позициях до осени. В бригаду Юэлла перевели 12-й Алабамский и 13-й Миссисипский полки и вывели из её состава 6-й Луизианский. Потом бригаду включили в дивизию Ван Дорна, но 6 ноября Юэллу было приказано передать бригаду Роберту Роудсу и возглавить Бригаду каменной стены, которая осталась без командира после того, как Джексона перевели в Харперс-Ферри. Почти сразу же бригаду отправили в долину Шенандоа, а Юэлла оставили в Манассасе, поручив ему бригаду Лонгстрита (1-й, 7-й, 12-й и 17-й вирджинские полки). Этой бригадой Юэлл командовал всю зиму. Его штаб располагался в Сентервилле, рядом с усадьбой Фор-Чимни-Хаус, в которой он когда-то провёл детство. Здесь его навещала Лизинка Браун (её муж умер ещё в 1844 году); 1 декабря он сделал ей предложение и получил согласие.
В январе 1862 года генералы Борегар, Ван Дорн и Кирби Смит были переведены на Запад, что привело к реорганизации структуры армии. Генерал Джонстон присвоил Юэллу звание генерал-майора и поручил ему бывшую дивизию Кирби Смита. Юэлл с неохотой принял повышение, полагая, что Джубал Эрли больше этого заслужил. В обществе тоже полагали, что повышения более достойны Эрли, Элзи или Джеб Стюарт. Самого Юэлла повышение удивило: он знал, что Джонстон высоко его ценит, но не думал, что президент утвердит его кандидатуру, потому что фактически ничем это не заслужил. «Генерал Тейлор, — спросил он однажды генерала Ричарда Тейлора, — как вы думаете, за что президент Дэвис сделал меня генерал-майором?» Присвоение звания было датировано 24 января, но фактически Юэлл принял дивизию только в конце февраля. На тот момент она состояла из трёх бригад:
- Бригады Арнольда Элзи;
- Бригады Исаака Тримбла;
- Бригады Ричарда Тейлора.

На новом месте Юэлл сформировал новый штаб:
- Джон Джонс и Джеймс Барбур — генерал-адъютанты;
- Хью Нельсон, Кэмпбелл Браун и Томас Тернер — адъютанты;
- Чарльз Снодграсс — квартирмейстер;
- Фрэнсис Хэнкок — главный медик;
- Бенжамин Грин — главный по снабжению;
- Джордж Кристи — шеф артиллерии.

Между тем федеральная армия готовилась к наступлению на Ричмонд. 9 марта генерал Джонстон приказал отступить от рубежа реки Булл-Ран к Калпеперу, а затем ещё южнее. Дивизию Юэлла оставили на рубеже реки Раппаханок для охраны железнодорожного моста у Раппаханок-Стейшен. 28 марта федеральный корпус Хэйнцельмана подошёл к реке и оттеснил пикеты Юэлла, которые, отходя, подожгли мост. Юэлл ждал федеральной атаки, но на следующий день разведка (Джон Мосби) донёсла, что северяне отошли к Уоррентону. К середине апреля обстановка в Вирджинии осложнилась: северяне имели численное превосходство на всех направлениях, и только на участке Юэлла его дивизии (6500 человек) противостоял отряд Джона Эберкомби и Джона Гэри, равный по численности (4500 и 2000). Юэлл планировал атаковать противника, но неожиданно к Эберкомби присоединился отряд Льюиса Блэкнера, доведя численность федеральных сил под Уоррентоном до 13 500 человек. Юэлл предложил Чарльзу Филду вместе атаковать противника, а когда тот не согласился, запросил помощи Джексона. Тот также отказался, поскольку прикрывал важное направление на Стаутон.

### Кампания в долина Шенандоа

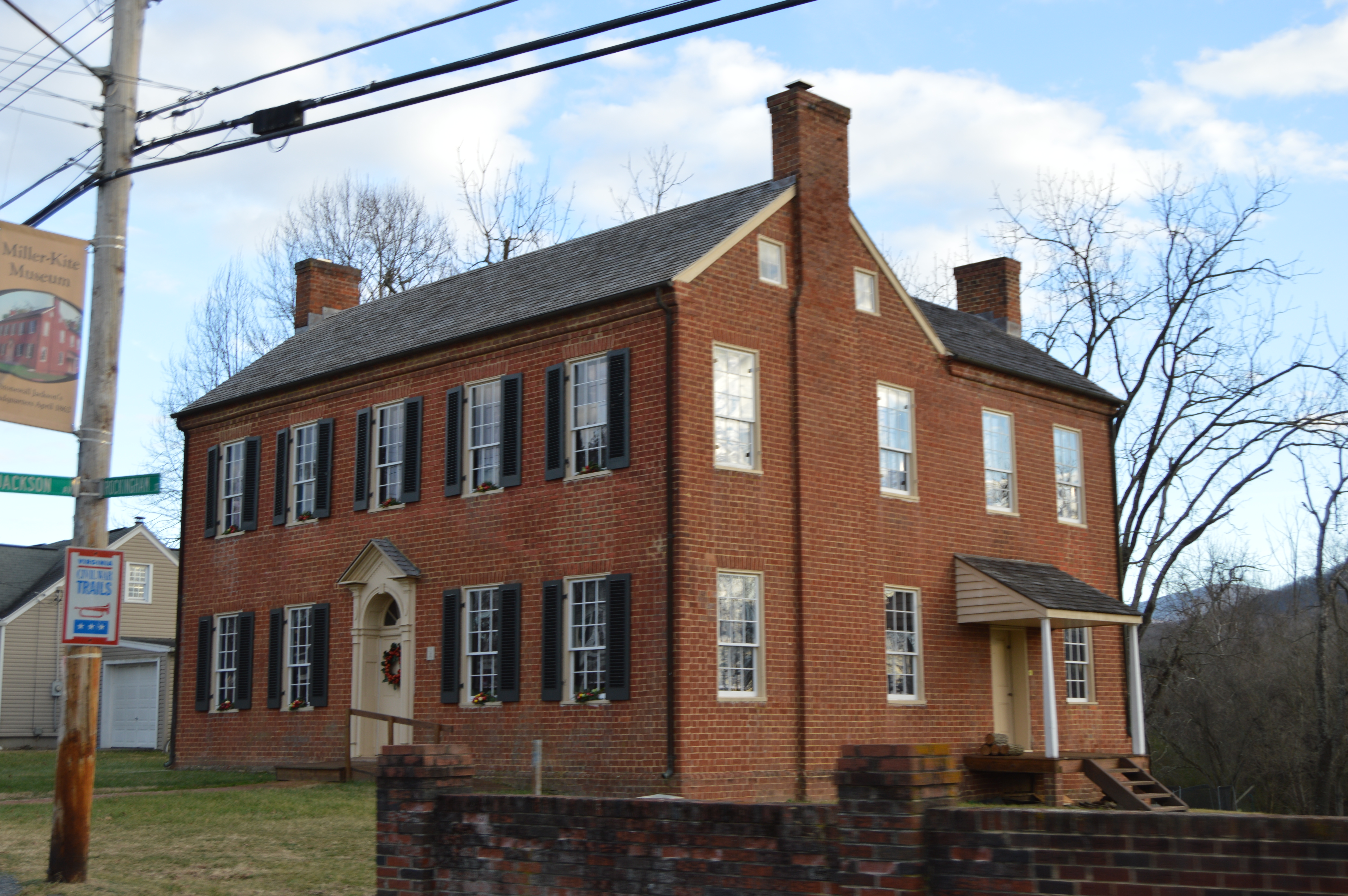
Дом Кайта, штаб Джексона в Конрадс-Стор

В середине апреля федеральная армия генерала Бэнкса готовилась наступать вверх по долине Шенандоа. Генерал Джонстон велел Юэллу идти на усиление отряда Томаса Джексона в долину. Около недели Юэлл вёл переписку с Джексоном относительно переброски своей дивизии. В это время (16 апреля) федеральные силы на участке дивизии Юэлла насчитывали всего от 6 до 10 тысяч человек, и Юэлл запросил у генерала Самуэля Купера разрешения на атаку. Разрешение было получено, но 17 апреля пришёл приказ от Джексона — срочно идти в долину Шенандоа.
К тому моменту Юэлл был не очень рад перспективе служить при Джексоне, но первое время в переписке они сохраняли тёплые отношения. 28 апреля Юэлл прибыл в штаб Джексона в Конрадс-Стор, где Джексон обсудил с ним дальнейшие шаги, которых было три варианта:
1. атаковать Бэнкса у Нью-Маркета,
2. атаковать Бэнкса у Фронт-Рояль,
3. атаковать отряд Фримонта.

Юэлл высказался за первый вариант, но Джексон колебался. 30 апреля он вызвал Юэлла и сообщил, что решил атаковать Фримонта, а Юэлл должен остаться в Конрадс-Стор и наблюдать за Бэнксом. Это решение не понравилось Юэллу. С первой встречи Джексон начал вести себя с Юэллом как командир, не спрашивая совета, а только отдавая приказы и требуя их выполнения. «Он безумен как мартовский заяц, — сказал Юэлл генералу Уокеру, — он уходит не пойми куда и приказывает ждать тут его возвращения. Вся армия Бэнкса наступает на меня, а я не имею ни малейшего понятия, как связаться с генералом Джексоном. Уверяю вас, он сошёл с ума, и я думаю увести свою дивизию подальше отсюда. Я не желаю, чтобы она была разбита по воле безумца».
5 мая Бэнкс оставил Гаррисонберг и начал отступать вниз по долине. В Ричмонде опасались, что он уйдёт во Фредериксберг на усиление корпуса Ирвина Макдауэлла. 6 мая генерал Ли посоветовал Юэллу идти к Калпеперу, но Джексон запретил ему покидать долину. 8 мая Джексон разбил Фримонта в сражении при Макдауэлле. 11 мая Юэлл узнал о том, что дивизия Шилдса покидает долину; Юэлл хотел атаковать его, но не получал на это разрешения. Джексон прислал ему сообщение, что «по воле Провидения захватил большинство обозов Милроя». Юэлл показал это письмо Томасу Манфорду: «Этот великий охотник за обозами просто старый дурак! Генералу Ли в Ричмонде будет немного толку от этих фургонов, когда все эти люди набросятся на него; а мы стоим тут. Почему? Я могу разбить Шилдса, пока он ещё не ушёл. Этот тип Джексон действительно сумасшедший, он идиот. На кой чёрт Провидению обозы Милроя?»
Через несколько дней Джексон вернулся в Долину, и 18 мая они встретились с Юэллом в штабе в Монт-Солон. Так как приказы из Ричмонда были противоречивы, Джексон решил остаться в долине и с помощью Юэлла атаковать Бэнкса. Юэлл согласился при условии, что Джексон примет на себя ответственность за это решение. 21 мая отряды Джексона и Юэлла соединились в Лурей, и теперь их силы насчитывали 17 000 человек при 50 орудиях. На следующий день дивизия Юэлла, наступая в авангарде армии Джексона, подошла к Фронт-Роялю. 23 мая они атаковали город и разбили в Сражении при Фронт-Рояле федеральный отряд. В сражении в основном участвовала дивизия Юэлла, но он не претендовал на славу победителя. «Атака и результаты Фронт-Рояля были результатом личного планирования и руководства генерал-майора Джексона», — утверждал он. Историк Дональд Пфанц писал, что большая доля заслуги Юэлла всё же была.
После сражения Джексон реорганизовал свою армию, передав бригады Джонсона, раненого при Макдауэлле, в состав дивизии Юэлла, которая в итоге выросла до 10 000 человек. 24 мая Джексон выступил на Винчестер с дивизией Юэлла в авангарде. Юэлл первый вышел к Винчестеру и развернул дивизию для атаки. В ходе сражения федеральная армия была выбита из города, но смогла отойти. Продолжая наступление, армия Джексона вышла к Харперс-Ферри, но 30 мая стало известно, что федеральные армии наступают с трёх сторон, надеясь окружить Джексона в долине. Джексон поручил Юэллу руководить отступлением, а сам отправился в Винчестер. Юэлл отвёл армию в Страстберг, где колонну почти перехватил федеральный отряд Фримонта, но, к удивлению Юэлла, противник отступил, столкнувшись всего лишь с пикетной цепью южан. Джексон отвёл армию вверх по долине. 2 июня стало известно о ранении Джонстона в сражении при Севен-Пайнс. «Не знаю, кто будет преемником генерала Джонстона, — сказал Юэлл, — но я совсем не расстроюсь, если выбор падёт на Ли».
6 июня, когда армия Джексона отступила к Порт-Репаблик, генерал Эшби задумал устроить западню для наступающего федерального отряда и запросил у Юэлла поддержки. Юэлл прибыл ему на помощь с бригадой Стюарта. Завязалась перестрелка, но федеральный отряд занял выгодную позицию. Эшби погиб, когда вёл в атаку 58-й Вирджинский полк. Юэлл лично повёл в атаку 1-й Мерилендский и 44-й Вирджинский полки, надеясь обойти фланг противника. Ему удалось обратить северян в бегство. Северяне потеряли около 40 человек, южане — около 70. Юэлл лично вывез в тыл тело Эшби. Некоторых особо тяжело раненых пришлось оставить. Юэлл раздал им некоторое количество своих денег, чтобы облегчить их положение в плену.
На следующий день Джексон приказал Юэллу сдерживать наступление отряда Джона Фримонта на Порт-Репаблик с севера. 8 июня Юэлл узнал, что противник начал наступление. Он развернул бригады Стюарта и Тримбла поперёк дороги, оставив бригаду Элзи в резерве. Свою самую сильную бригаду (Тейлора) он отправил в Порт-Репаблик по просьбе Джексона, и в его распоряжении осталось 5000 человек — вдвое меньше, чем у Фримонта. Началось сражение при Кросс-Кейс. Около 10:00 северяне начали мощную бомбардировку, которую Юэлл наблюдал с артиллерийских позиций. Рядом с ним были ранены Элзи и Стюарт. Джексон также прибыл на позицию, но уехал, убедившись, что всё в порядке. Сразу же после этого северяне начали атаку. Юэлл беспокоился за свой левый фланг и лично принял командование бригадой Стюарта, когда тот был ранен. Наступление федеральной дивизии Шенка на левый фланг Юэлла представляло большую опасность, но Фримонт в какой-то момент отозвал атаку и отступил. Юэлл потом сказал, что весь день ему казалось, что он снова сражается со слабой, полуцивилизованной мексиканской армией. Отбив все атаки, Юэлл задумал контратаку, но темнота помешала его замыслам.
Сражение при Кросс-Кейс стало первым сражением, которым Юэлл от начала до конца руководил самостоятельно. Он потерял 288 человек, в то время как Фримонт — 684. Юэлл писал, что федеральные потери пришлись в основном на дивизию Бленкера, которая отличилась насилием над женщинами и детьми за время пребывания в Долине. Сам Юэлл не претендовал на славу победителя и уступил её генералу Тримблу, отличившемуся в сражении. Ночью он по приказу Джексона увёл дивизию в Порт-Репаблик, оставив бригаду Тримбла и Паттона для сдерживания Фримонта. На рассвете началось сражение при Порт-Репаблик, в котором успели принять участие бригады Юэлла. Не всё пошло по плану, и Джексон велел бригадам Паттона и Тримбла отступить к Порт-Репаблик, уничтожая за собой мосты. Вечером федеральная армия начала отступление. Той ночью за ужином Юэлл сказал Манфорду: «Слушай, Манфорд, помнишь нашу беседу в Конрадс-Стор? … Я беру свои слова назад. Старина Джексон не дурак. Он творит удивительные вещи. В его безумии есть свой метод. Это полностью сбивало меня с толку».
За всю кампанию Юэлл не совершил серьёзных ошибок и действовал почти безупречно. На его дивизию пришлась основная нагрузка в ходе боёв в долине. «Генерал Юэлл впервые получил возможность показать, как умело и смело он управляет войсками, — писала ричмондская газета Daily Enquirer, — он ни разу не был побеждён, не был захвачен врасплох, всегда находился в нужном месте в нужное время и полностью оправдал звание генерала». И только Джексон в своих рапортах упоминал Юэлла кратко и без похвал. И несмотря на это за три недели Юэлл из жёсткого критика Джексона превратился в его самого преданного подчинённого. Он даже признал, что Джексон действительно действует по божественному вдохновению.

### Кампания на полуострове
Когда федеральная армия отступила вниз по долине, командование Конфедерации решило перебросить дивизии Джексона под Ричмонд. 17 июня Джексон приказал Юэллу перейти хребет Блу-Ридж и идти к Шарлоттсвиллу. Джексон не раскрыл планов, но Юэлл догадался, что они идут на Ричмонд. Из Шарлоттсвилла дивизия Юэлла пришла в Гордонсвилл (21 июня), а оттуда 26 июня пришла к Эшланду. В это время Северовирджинская армия вышла на позиции, чтобы атаковать V корпус Потомакской армии, при этом предполагалось, что сначала Джексон выйдет во фланг корпусу и заставит его отойти с укреплённой позиции. Но Джексон опаздывал, и дивизия Хилла начала атаку не дожидаясь его появления. Началось сражение на реке Бивер-Дам-Крик. Около 16:00 Юэлл вышел к Шейди-Гроув-Чёрч и услышал звуки боя, но у него не было приказа на атаку, а Джексон приказал ему идти к Хэндли-Корнер. Юэлл при этом даже не выяснил, что означают услышанные им звуки. Джексон же, не имея информации о происходящем и связи с генералом Ли, тоже не решился на атаку в тот день.

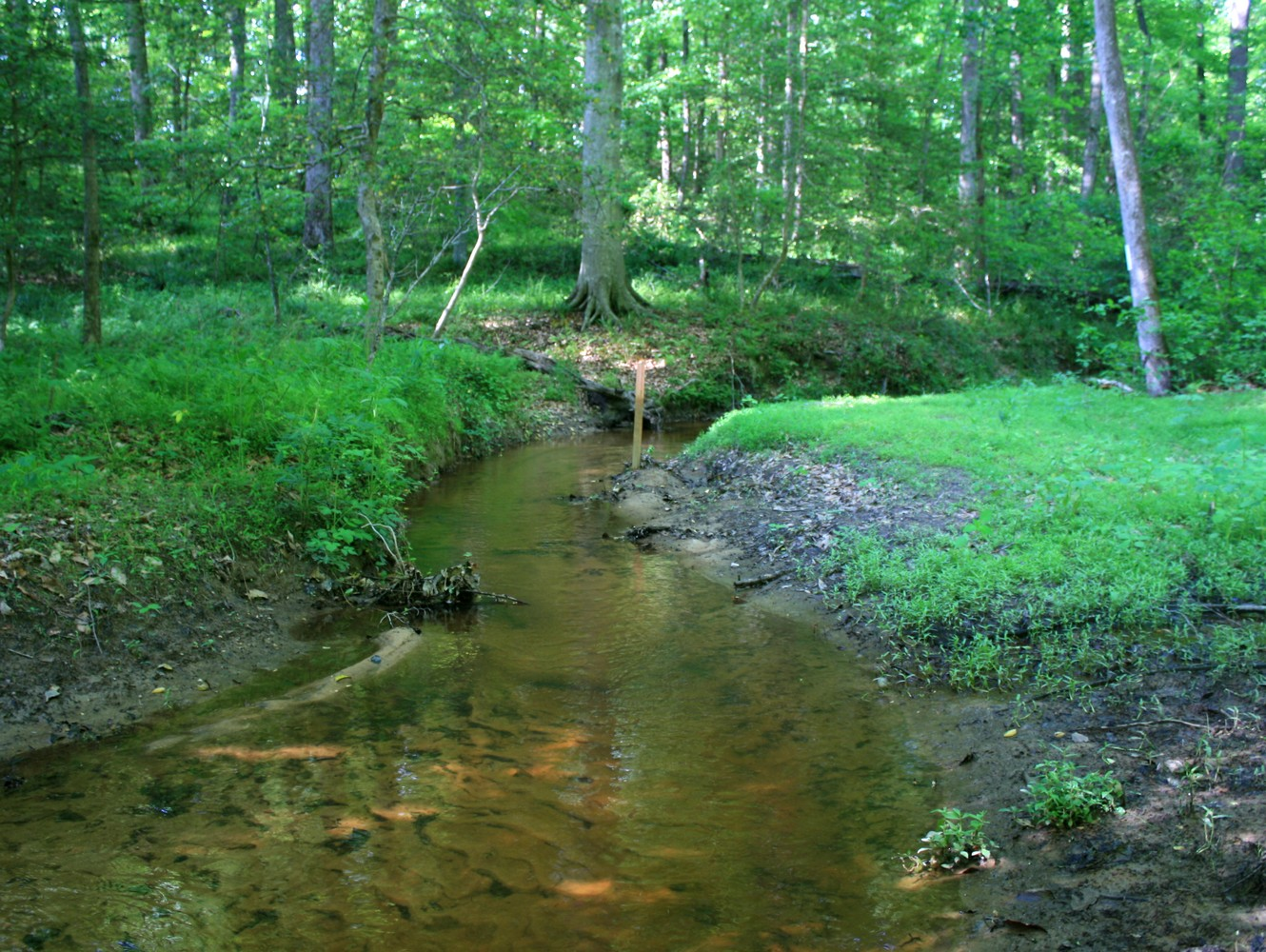
Боатсвейн-Крик на участке атаки Юэлла

Ночью Портер отвёл свой корпус за реку Боатсвейн-Крик. На следующий день Северовирджинская армия атаковала его позиции, началось сражение при Геинс-Милл. Джексон снова опоздал. Дивизия Юэлла первой пришла на поле боя, и Юэллу пришлось бросать в бой бригады, не дожидаясь их сосредоточения. Первой пошла в наступление луизианская бригада Тейлора, но была отбита, при этом погиб Робордо Уит, командир батальона «Луизианские тигры». Тогда Юэлл бросил в наступление часть бригады Тримбла и лично прибыл на передовую. Тримбл потом вспоминал, что только его личное присутствие удерживало людей на позиции под ужасающим огнём противника. Юэлл удерживал позицию около часа, до того момента, как подошла бригада Джона Худа и прорвала оборону федеральной армии.
В этом сражении Юэлл потерял 800 человек, в том числе много офицеров. Были убиты Сеймур и Уит, ранен Элзи, погиб полковник Ройбен Кэмпбелл, сосед Юэлла по комнате в Вест-Пойнте. Юэлл сам несколько часов находился в самой гуще боя, верхом на коне, и только чудом избежал серьёзного ранения.
Федеральная армия стала отступать к реке Джеймс. Арьергарды 30 июня заняли позиции у реки Уайт-Оак-Свемп, задержав наступление частей Джексона. Ночью они ушли к Малверн-Хилл. Утром Джексон возобновил преследование. В этот момент в распоряжение Юэлла был передан генерал Джубал Эрли, который возглавил бригаду раненого генерала Элзи. В это время уже начиналось сражение при Малверн-Хилл. Позиция Джексона была неудобна для наступления, поэтому атаковала в основном дивизия Дэниеля Хилла. Когда Хилл запросил помощи, Джексон отправил на его усиление бригаду Эрли, вместе с которой отправился сам Юэлл. Так как основная дорога простреливалась федеральной артиллерией, Юэлл свернул с дороги влево в лес к реке Вестерн-Ран. Юэлл и Эрли перешли реку в разных местах и договорились о месте встречи, но Эрли на место не явился, его бригада уклонилась слишком далеко на юг. Тогда Юэлл в одиночку вышел к передовым позициям армии. Он встретил генерала Кершоу и попросил его поддержать предполагаемую атаку Эрли. Но Эрли всё ещё не появился. Тогда Юэлл нашёл два других полка и лично повёл их в атаку на федеральные позиции. Но и эта атака была отбита. Хилл посоветовал Юэллу больше не рисковать, а просто удерживать позицию. Когда появилась бригада Эрли (всего три полка), ей было приказано залечь позади бригады Кершоу. Сражение стало затихать в 20:30. Юэлл и Уайтинг пробрались к пикетной цепи и убедились, что Потомакская армия всё ещё стоит на месте.
Утром 4 июля Джексон приказал начать преследование. Юэлл должен был выступать первым, но когда Джексон в назначенный час явился в штаб Юэлла, он застал генерала спящим. Джексон строго выговорил ему за это опоздание. Этот случай считается единственным, когда Джексон высказал своё недовольство Юэллом, несмотря на то, что у Джексона были обычно сложные отношения с подчинёнными.
В тот же день южане обнаружили Потомакскую армию, которая заняла укреплённую позицию у Харрисон-Лендинг. Ли предпочёл отвести армию к Ричмонду. Кампания на полуострове завершилась. В ходе кампании практически у всех генералов выявились те или иные недостатки, и даже Джексон не избежал критики. Юэлл оказался едва ли не единственным генералом, репутация которого никак не пострадала. Он попал в число самых уважаемых командиров при генерале Ли.

### Северовирджинская кампания
В июле в северной Вирджинии была сформирована федеральная Вирджинская армия, под командованием Джона Поупа, который сконцентрировался в Уоррентоне и нацеливался на железнодорожный узел в Гордонсвилле. Ли отправил Джексона в Гордонсвилл, усилив его дивизией Юэлла. Юэлл выступил 14 июля. В это время генерал Ричард Тейлор был переведён на запад, и его бригаду передали Гарри Хайсу. Так как Хайс был ранен при Порт-Репаблик, командование временно принял полковник Генри Форно. К этому времени дивизия Юэлла сократилась в размере до 3000 человек, в основном из-за выбывших по болезни. Дивизия пришла в Гордонсвилл 17 июля, Джексон — через два дня, но его сил было недостаточно для наступления, и южане остались ждать развития событий. 6 августа состоялся суд над генералом Гарнеттом, и Юэлл был одним из членов трибунала. Суд шёл полтора дня, после чего был приостановлен: стало известно, что Бэнкс, теперь командир корпуса Вирджинской армии, пришёл в Калпепер, оторвавшись от основной армии. 8 августа Джексон выступил навстречу. Дивизия Юэлла шла в авангарде и 9 августа встретила противника у Кедровой Горы. Около 13:00 войска стали разворачиваться на позиции. Юэлл оставил бригаду Эрли в центре, а сам с бригадами Тримбла и Форно отправился в обход левого фланга противника. В 17:00 началось сражение. Артиллерия Юэлла вела фланговый огонь, но местность не позволяла ему ввести в бой бригады Тримбла и Форно. Только когда федералы стали отходить, Юэлл бросил свои две бригады им во фланг. В целом дивизия Юэлла приняла в сражении незначительное участие.
Генерал Ли перебросил на помощь Джексону всю Северовирджинскую армию, но Поуп успел отступить за Раппаханок. Прорвать его оборону не удалось (бригада Эрли едва не погибла, оказавшись отрезана разливом реки от остальной дивизии Юэлла), и тогда Джексон решил совершить рейд в тыл федеральной армии. Утром 25 августа дивизия Юэлла первой выступила на Эммисвилл, перешла Раппаханок и вышла к Салему. 26 августа дивизия пришла в Гейнсвилл, а в 18:00 достигла станции Бристо-Стейшен. Оттуда бригада Тримбла ушла на захват федерального склада в Манассасе, а Юэлл с бригадами Эрли и Форно остался прикрывать южное направление и организовал несколько вылазок в сторону Уоррентона. Утром следующего дня со стороны Уоррентона подошла дивизия Джозефа Хукера и атаковала аванпосты Юэлла — произошло сражение при Кэттл-Ран. Юэлл оказался в опасном положении — за спиной у него находилась река Броад-Ран, но Джексон разрешил ему отступить, и он отвёл бригады за реку, а затем к Манассасу.

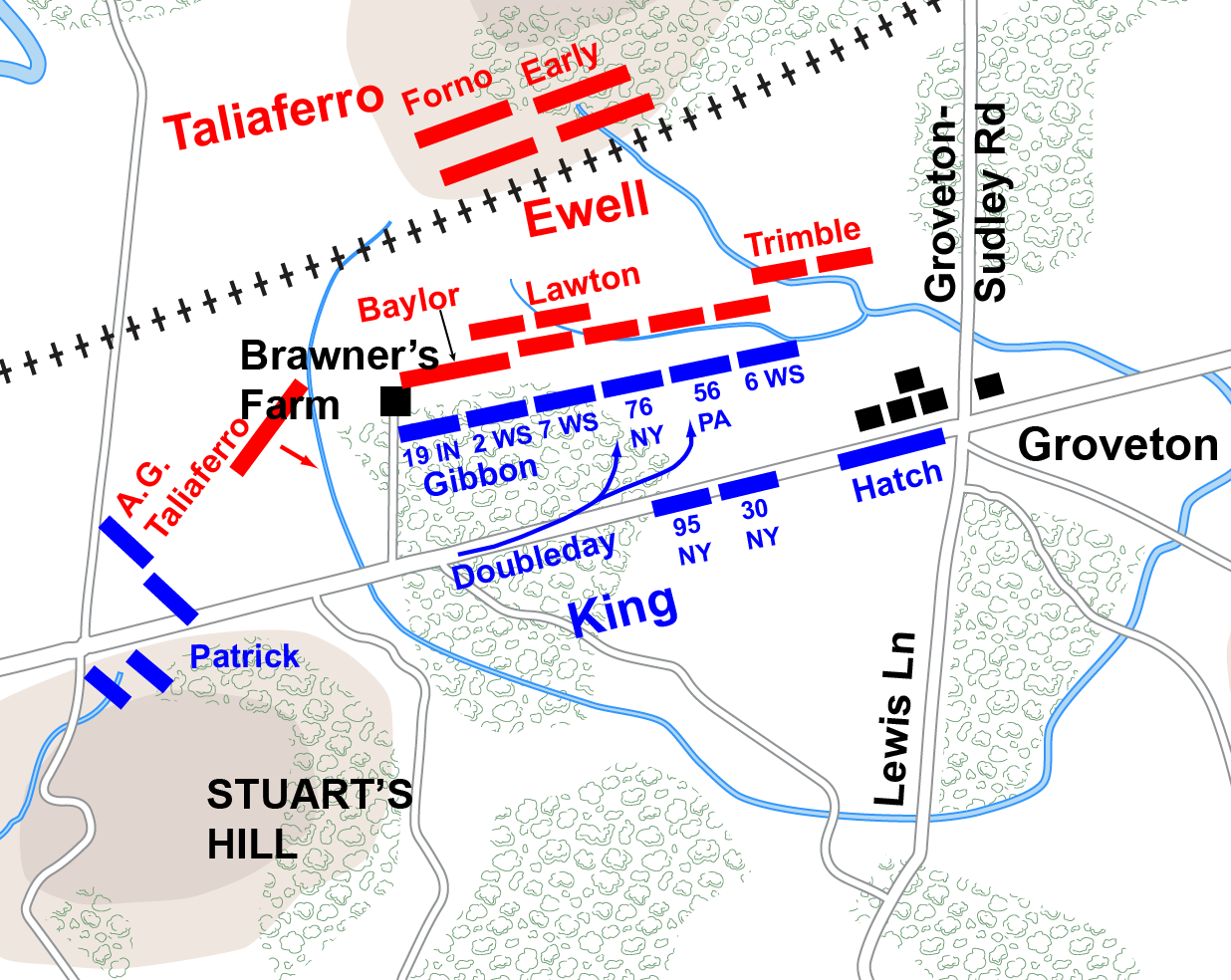
Дивизия Юэлла в сражении при Броунерс-Фарм

Полагая, что оставаться у Манассаса опасно, Джексон приказал отступить к Гроветону, где развернул дивизии с северной стороны Уоррентонской дороги. Вечером 28 августа показалась федеральная дивизия Руфуса Кинга. Джексон приказал Юэллу возглавить свою дивизию и дивизию Тальяферро и атаковать противника. В этом бою на стороне южан были численное превосходство, внезапность и более высокий уровень опыта войск. Но в управлении войсками были допущены просчёты, из-за чего им не удалось воспользоваться преимуществом численности и обойти противника с фланга. 6-й Висконсинский пехотный полк сумел выйти во фланг 12-му Джорджианскому полку бригады Тримбла и занять удобную позицию в низине. Чтобы выбить оттуда висконсинцев, Юэлл лично повёл полк (вероятно, 31-й Джорджианский) в наступление, но попал под винтовочный залп. Пуля попала Юэллу в левое колено, раздробила коленную чашечку, повредила верхнюю часть берцовой кости и застряла в икроножной мышце. Он решил, что рана слишком тяжёлая, и отказался от эвакуации, вызвав хирурга, чтобы тот ампутировал ему ногу на месте. Хирург решил, что эвакуация всё же возможна, но Юэлл отказался, и только Эрли, явившись на место происшествия, сумел переубедить его.
Юэлла доставили в полевой госпиталь у Садлли-Форд, где ночью его осмотрел Хантер Макгир. «При всех пулевых ранениях колена болевой шок очень тяжёл, — писал Макгир, — но в данном случае он был особенно сильным. Здоровье генерала, обычно не вполне хорошее, в это время было совсем плохим. Он много времени провёл без сна, а в ту ночь был вынужден пить крепкий чай, чтобы не заснуть». 29 августа Юэлла доставили в дом Эрриса Бакнера, где в 14:00 хирурги ампутировали ему ногу. Операцию провёл лично Макгир при помощи Самуэля Моррисона (главного медика дивизии) и Уильяма Робертсона (врача 6-го Луизианского полка). Чтобы убедиться в неизбежности ампутации, Робертсон в присутствии Кэмпбелла Брауна вскрыл ампутированную ногу и исследовал повреждения кости. После этого ногу завернули в промасленную ткань и похоронили в саду у дома Бакнера.

### Лечение
Юэлл провёл в доме Бакнера неделю, после чего его перевезли западнее в дом его родственника Джесса Юэлла. Здесь он провёл несколько недель и отсюда слышал звуки боя при Энтитеме 17 сентября. В тот же день стало известно, что к дому приближается федеральная кавалерия, и Юэлла пришлось эвакуировать. На прощание Джесс подарил ему рапиру их деда, которую тот носил в годы Войны за независимость. Ричард Юэлл держал её при себе до конца войны. Из дома Джесса Юэлл переехал в Калпепер, а оттуда на поезде в Шарлоттсвилл. Оттуда он переехал в горный курорт Миллборо-Спрингс в горах Эллени-Маунтенс. 17 ноября Юэлл прибыл в Ричмонд, и его поселили в доме военного медика Френсиса Хэнкока в доме № 306 по Ист-Мэйн-Стрит. Хэнкок даже выделил комнату для Лизинки Браун, которая приехала к Юэллу из Алабамы. Под её присмотром Юэлл довольно быстро шёл на поправку и к декабрю уже мог передвигаться на костылях, но на Рождество поскользнулся на льду и травмировал раненую ногу, что оттянуло его выздоровление ещё на два месяца.
В те дни, что Юэлл провёл в Ричмонде, к нему начала возвращаться религиозность. На это повлияло впечатление от ярко выраженной религиозности Томаса Джексона, а также беседы с преподобным Мосесом Дрюри Ходжем, близким другом семьи. Первым видимым следствием стал его отказ от сквернословия. Уже в старой армии Юэлл выражался так резко, что, как говорили, «мог своим языком содрать скальп с апача», и к 1862 году был известен пристрастием к сильным нецензурным выражениям. Теперь он полностью изменил свою речь, что вызвало уважение всей армии — военные решили, что ему потребовалась большая сила воли, чтобы преодолеть в себе эту привычку.
К весне здоровье Юэлла поправлялось. В середине февраля он уже мог сидеть, в конце марта уже совершал короткие выезды в повозке. И всё же он ещё быстро уставал, не мог носить протез и ездить на лошади. Он предполагал, что через два месяца сможет вернуться в строй, и готовился к этому моменту, выискивая для себя место в армии. Его дивизией уже командовал Эрли. Была вероятность найти место в армии Джонстона на Западе. Однако Юэлл хотел служить в Северовирджинской армии и писал письма Джексону, где сообщал, что скоро выздоровеет и хочет служить во Втором корпусе, например, возглавить дивизию Дэниела Хилла, которого Ли отстранил от командования.
30 апреля Потомакская армия перешла Раппаханок и началось сражение при Чанселорсвилле. После трёх дней боёв федералы отступили, но 1 мая смертельное ранение получил Томас Джексон. Его тело доставили в Ричмонд 11 мая, а на следующий день пронесли гроб по городу до Капитолия. Юэлл был одним из почётных носильщиков. Гибель Джексона заставила генерала Ли переформировать армию в три корпуса. В качестве командира Второго корпуса Ли выбрал Юэлла. Президент утвердил кандидатуру, предложенную Ли, и 23 мая генерал Самуэль Купер объявил о присвоении Эмброузу Хиллу и Ричарду Юэллу звания генерал-лейтенанта. Имя Юэлла стояло в приказе перед именем Хилла, так что он стал третьим по старшинству офицером Северовирджинской армии после Ли и Лонгстрита.
Дуглас Фриман писал, что Ли выбрал Юэлла в основном по отзывам окружающих, а не по личному опыту общения. Он был хорошего мнения о Юэлле, но не знал, насколько ранение повредило его здоровью, и не вполне представлял себе образ мышления этого офицера. Юэллу не хватало веры в себя, а школа Джексона приучила его выполнять букву приказа, а не действовать по своему суждению. Он был хорошим подчинённым для Джексона, который всегда держал его под контролем, но Ли нуждался в более самостоятельном командире. Ли не осознал, насколько трудно будет Юэллу привыкнуть к системе, которая предполагает гораздо большую ответственность. Нерешительность Юэлла в выполнении неконкретных приказов впоследствии ярко проявится под Геттисбергом.
Перед тем, как вернуться в армию, Юэлл женился на Лизинке Кэмпбелл Браун. Это решение они приняли ещё в декабре 1861 года; Юэлл колебался, думая отложить свадьбу до конца войны, но брат Бенджамин уговорил его действовать безотлагательно. 25 мая Юэлл получил приказ отправиться во Фредериксберг и принять командование корпусом, а 26 мая преподобный Чарльз Меннинджрод обвенчал Юэлла и Лизинку в епископальной церкви Святого Павла в Ричмонде в присутствии президента Дэвиса. Свадьба порождала некоторые проблемы: Лизинка имела владения в Теннесси и Миссури, и они могли быть конфискованы федеральным правительством. Чтобы этого не случилось, Ричард и Лизинка заключили свадебный контракт, по которому Юэлл официально отказался от претензий на её собственность. 29 мая Юэлл вместе с Лизинкой отправился в штаб армии в Гамильтонс-Кроссинг, где сразу приступил к формированию штаба своего корпуса. Он оставил почти всех офицеров, служивших при Джексоне, добавив всего несколько своих.
Инвалидность Юэлла и его новый статус женатого человека по-разному восприняли в армии. Штабной офицер Рендолф Макким писал: «В субботу 29-го в лагерь прибыл генерал Юэлл с новым приобретением — женой. Теперь у него было на одну ногу меньше, чем прежде. С военной точки зрения приобретение жены не компенсировало утрату ноги. Мы все решили, что Юэлл уже не тот, что раньше, когда ещё был целый, хотя и одинокий». Другие полагали, что увечье никак не сказалось на его способностях. Джон Гордон впоследствии писал: «Юэлл, с одной своей ногой, умел не только скакать по полю боя, как ковбой по прериям, но также обладал мозгом, который в самом пылу боя работал с точностью и быстротой пулемёта Гатлинга».

### Геттисбергская кампания
1 июня Юэлл официально принял командование корпусом, и в тот же день генерал Ли изложил ему свой план вторжения в Пенсильванию (Геттисбергской кампании). Корпус Юэлла должен был идти в авангарде армии: через Калпепер и долину Шенандоа в Мериленд. 2 июня он получил все приказы, а 4 июня его корпус начал марш к Калпереру. Сам Юэлл поехал через поле боя при Чанселорсвилле, где Джедедия Хотчкисс показал ему места основных боёв. Юэлл удивился, что северяне тогда оставили такую сильную позицию.

#### Второй Винчестер

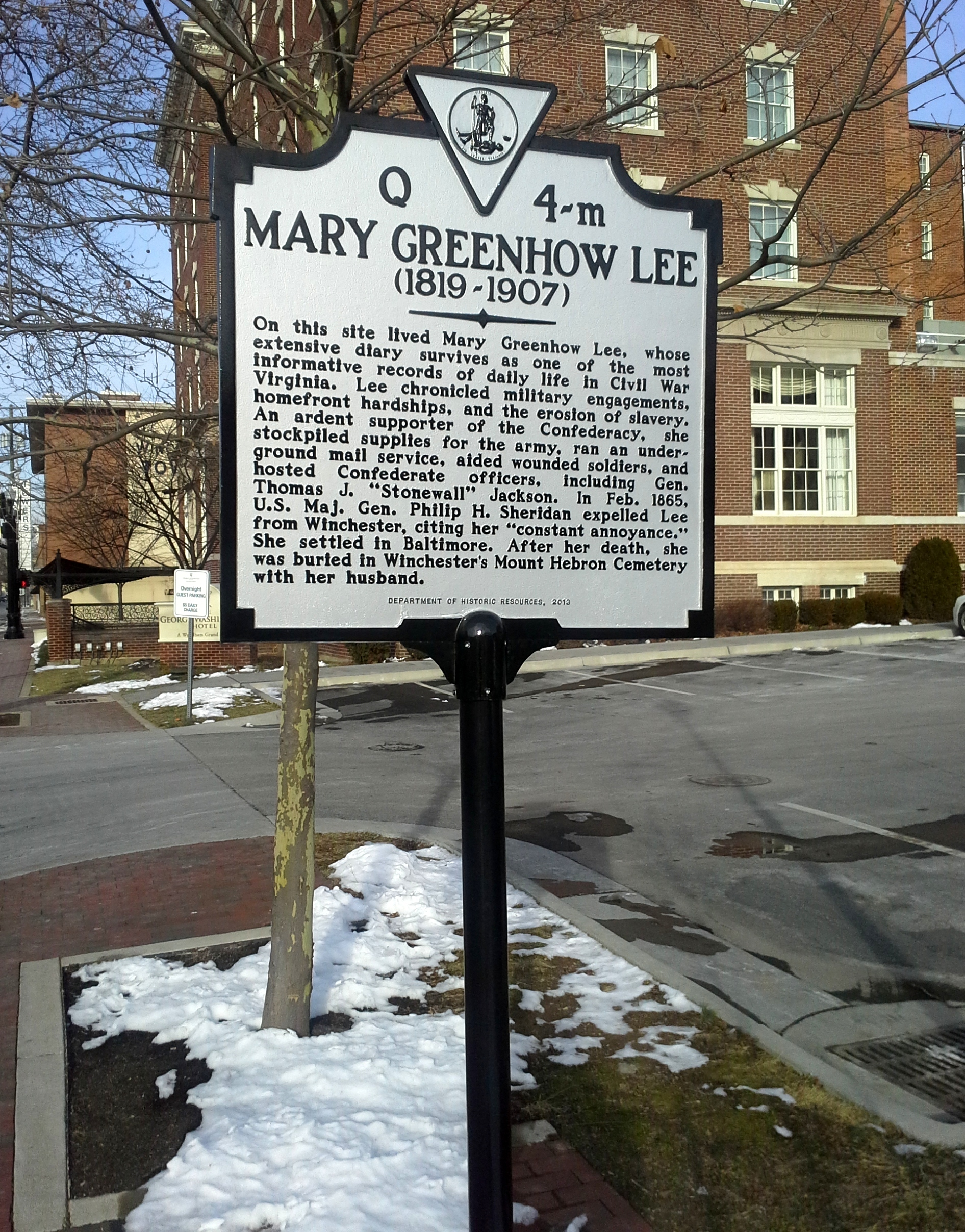
Маркер в Винчестере на месте дома Мэри Ли, в котором Юэлл размещал свой штаб

7 июня Юэлл прибыл в Калпепер, при этом он напомнил Сэнди Пендлтону генерала Джексона — особенно своим полным безразличием к личному комфорту. 9 июня федеральная кавалерия напала на кавалерию Стюарта у Бренди-Стейшен. Ли приказал Юэллу поддержать Стюарта, если будет крайняя необходимость, но таковой не возникло. 10 июня корпус двумя колоннами двинулся в долину Шенандоа. Юэлл решил, что Джонсон и Эрли атакуют федеральную дивизию Милроя в Винчестере, а Роудс и Дженкинс отрежут противнику путь к отступлению. 13 июня дивизия Эрли подошла к Винчестеру, а бригада Гордона отбросила передовые отряды северян к городу. Юэлл назвал эту атаку лучшим манёвром, что он видел в своей жизни. Вечером следующего дня дивизия Эрли внезапной атакой захватила форт Милрой, что вынудило Милроя той же ночью покинуть город.
«Редкая победа Конфедерации была столь же полной и решающей», — писал Дональд Пфанц. Юэлл составил обращение к армии, где призвал её вместе с ним обратиться к Богу с благодарностью за удачу. «Как только Джексон умер, Юэлл стал постоянно упоминать Бога в рапортах», — заметили в армии. Всё, захваченное в городе, было распределено по корпусу. «Генерал Юэлл раздал все захваченные съедобности солдатам, — вспоминал один рядовой, — это было немного, но людям понравился сам принцип».
Второе сражение при Винчестере стало апогеем военной карьеры Юэлла. Он действовал быстро и безошибочно, и его приёмы многим напомнили Джексона. «Юэлл завоевал право на место Джексона в игре Джексона на земле Джексона», — писал Уильям Блэкфорд, имея в виду, что победа Юэлла над Милроем произошла там же, где и победа Джексона над Бэнксом годом ранее. Победой под Винчестером Юэлл завоевал доверие своего корпуса, но одновременно породил завышенные ожидания и переоценку своей личности, что впоследствии привело к разочарованию и жёсткой критике. В этом смысле Пфанц назвал ту победу Юэлла его крупнейшей неудачей.

#### В Пенсильвании
18 июня Юэлл встретился с Роудсом в Уильямспорте и велел Роудсу наступать на Хагерстаун. Дивизию Джонсона он направил в Шарпсберг, изображая наступление на Харперс-Ферри. 21 июня корпуса Хилла и Лонгстрита подошли достаточно близко, и Ли приказал Юэллу наступать на север тремя колоннами, используя кавалерию Имбодена и Стюарта для прикрытия флангов. 22 июня корпуса начали наступление, а сам Юэлл в этот день отправился в Шарпсберг, вероятно, чтобы посмотреть поле боя при Энтитеме. Оттуда он отправился в Хагерстаун, а затем в пенсильванский Миддлберг. «Всякий раз, как я вхожу в захваченный город, это напоминает мне Мексику», — писал Юэлл жене. 24 июня его корпус разделился: Роудс шёл на Гаррисберг, а Эрли пошёл через Южные горы на северо-восток. В тот же день в 10:30 Юэлл прибыл в Чамберсберг и разместил свой штаб в Франклин-Отеле.
26 июня южане заняли Карлайл, а 27 июня Юэлл переместил туда свой штаб, разместив его в том самом здании, где некогда жил ещё вторым лейтенантом драгунского полка. Здесь группа пасторов попросила у него разрешения отслужить мессу и уточнила, не возражает ли он, если они будут молиться за президента Линкольна. «Нисколько, — ответил Юэлл, — едва ли найдётся человек, который сейчас больше нуждается в ваших молитвах». Утром 29 июня Юэлл уже приказал Роудсу выступить к Гаррисбергу, как пришло сообщение от генерала Ли; тот писал, что противник перешёл Потомак и Юэллу надо срочно вести корпус на соединение с основной армией.

#### Геттисберг

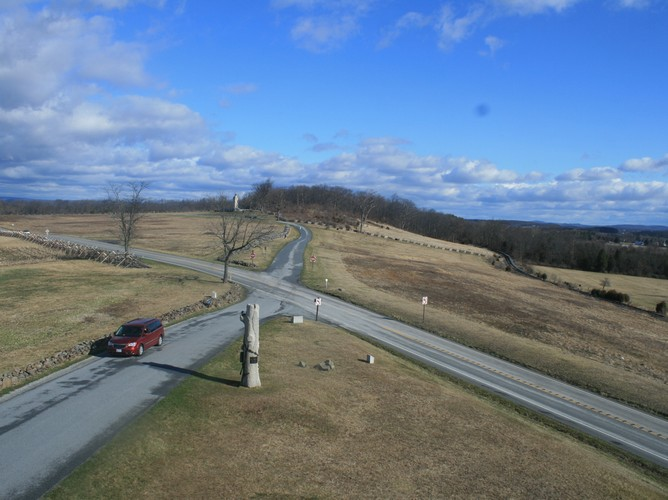
Дубовый Холм, с которого Юэлл наблюдал за сражением 1 июля. Вид с федеральной позиции.

30 июня Юэлл отдал приказ о наступлении на юг: Джонсону было приказано идти на Кэштаун, а Эрли и Роудсу встречаться в Хейдлерсберге. Вечером того дня он сам встретился с Роудсом и Эрли и показал им приказ Ли, который велел ему идти на Геттисберг или Кэштаун, судя по обстоятельствам. Этот приказ поверг его в растерянность; школа Джексона приучила его выполнять приказы, а не трактовать их, и он не понимал, что значит «судя по обстоятельствам». «Почему главнокомандующий не может найти кого-нибудь, способного написать вменяемый приказ?» — ворчал Юэлл. Утром дивизии Юэлла начали марш на Кэштаун, но около 10:00 пришло сообщение от генерала Хилла: тот сообщал, что наступает на Геттисберг. Юэлл сразу направил дивизию Роудса к Геттисбергу по Миддлтаунской дороге, а дивизию Эрли — по Гаррисбергской дороге.
Днём Юэлл и дивизия Роудса вышли к Дубовому Холму, прямо во фланг федеральной армии под Геттисбергом. Вскоре в его сторону из Геттисберга начал выдвигаться федеральный XI корпус. Юэлл наблюдал за происходящим с Дубового Холма, когда ему доставили приказ генерала Ли: тот требовал не втягиваться в бой, если противник располагает крупными силами (англ. very heavy force). «Было уже поздно, — вспоминал потом Юэлл, — выйти из боя означало сдать уже захваченную позицию, так что я решил атаковать». Дивизия Роудса пошла в бой, но была отбита с тяжёлыми потерями. XI корпус угрожал флангу дивизии, но в 15:30 подошла дивизия Эрли и атаковала противника с фланга. Федеральная армия обратилась в бегство. Преследуя её, дивизии Юэлла захватили около 5000 пленных и 3 орудия. Примерно в этот момент, когда Юэлл находился на холме у батареи Картера, его конь был убит осколком снаряда в голову. Сам Юэлл не пострадал.
На поле к северу от Геттисберга Юэлл встретил Гордона, который сообщил, что противник отступает на Кладбищенский холм и надо незамедлительно атаковать холм. Также стало известно, что приближается дивизия Эдварда Джонсона. Гордон сказал, что при содействии Джонсона сможет взять холм до темноты. Но Юэлл молчал. Окружающим он показался «необычно сумрачным и молчаливым». Ему было велено не ввязываться в сражение, и он уже нарушил этот приказ, но не желал делать это повторно. Его пассивность неприятно удивила его штабных офицеров. «О, вот бы присутствия и воодушевления Старого Джека хотя бы на час!» — пробормотал Сэнди Пендлтон. Юэлл въехал в Геттисберг по Карлайской улице. Здесь его встретил майор Уолтер Тейлор из штаба Ли. От него Юэлл узнал, что Ли уже на поле боя и что он хочет, чтобы Юэлл взял холм, если ситуация благоприятствует тому (англ. if he could do so to advantage). На площади Геттисберга он встретил Гарри Хайса, который также предложил атаковать холм. Рассмеявшись, Юэлл спросил, не достаточно ли луизианцам сражений на сегодня. Хайс резко ответил, что просто не желает резни своих людей при атаках на этот холм в будущем. Юэлл, однако, решил прежде посоветоваться с Роудсом и Эрли.

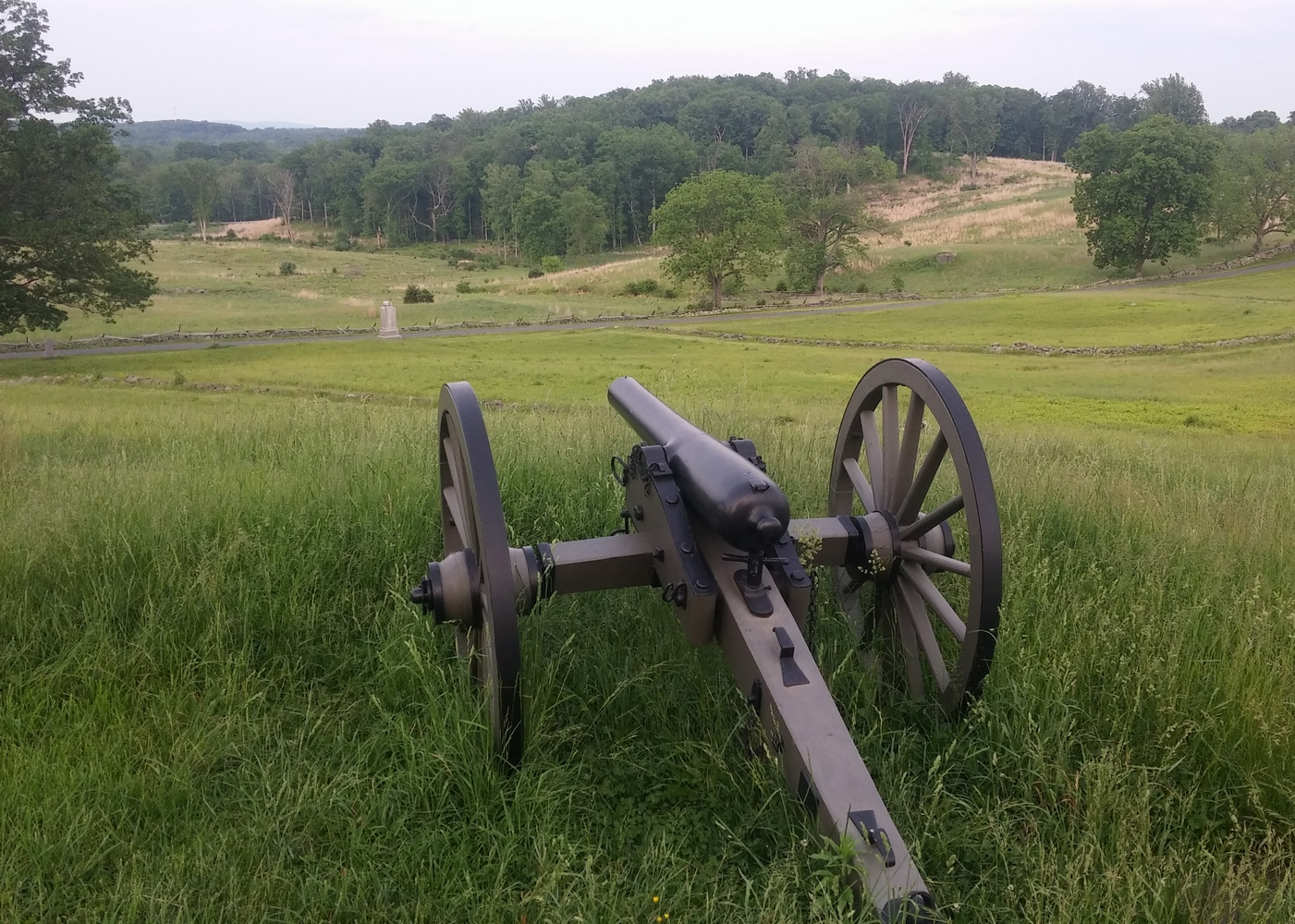
Калпс-Хилл, вид с Кладбищенского холма

Штабной офицер Джеймс Смит потом вспоминал: «Наступил момент исключительной важности. Сейчас это более очевидно, чем тогда, но даже тогда некоторые из нас с грустью говорили „Джексона нет с нами!“. Наш корпусной командир … просто ждал приказов, в то время как каждый момент был на вес золота». Когда прибыли Роудс и Эрли, они также высказались за атаку. Но с точки зрения Юэлла, его положение было невыгодным. Дивизия Роудса понесла тяжёлые потери и была дезорганизована. Дивизия Эрли была перегружена пленными. Дивизия Джонсона ещё не подошла. Артиллерия не нашла ещё удобных позиций. Юэлл почти решился на атаку, когда ему сообщили, что Ли не сможет поддержать его другими частями. Ли советовал атаковать холм только силами корпуса Юэлла, но при этом не ввязываться в генеральное сражение. Это сообщение повергло Юэлла в растерянность. Но существовала альтернатива: около Кладбищенского холма находился ещё один холм, известный как Калпс-Хилл. Захват этой высоты заставил бы противника оставить позицию без боя. Тримбл предложил захватить Калпс-Хилл незамедлительно, но Юэлл ждал дивизию Джонсона. Разведка донесла, что холм все ещё чист. Вскоре подошла дивизия Джонсона, и Юэлл приказал ей занять холм.
После этого, уже после захода солнца, Юэлл и Эрли встретились с генералом Ли — это была их первая встреча с начала кампании. Штурмовать Кладбищенский хребет уже было поздно, и Ли хотел понять, что Юэлл готов делать на следующее утро. Говорил на этой встрече в основном Эрли: он сказал, что атаковать позиции противника на его участке невыгодно, поэтому разумнее наступать правым флангом. Ли сказал, что в таком случае имеет смысл перебросить корпус на правый фланг. Эрли возразил, что нельзя отдавать уже захваченную позицию (и Юэлл согласился с ним). Ли был крайне разочарован этим ответом, но ему пришлось согласиться с тем, что атаковать придётся силами правого фланга. Эрли пообещал поддержать эту атаку и развить успех правого фланга. Ли вернулся в штаб и, после некоторых раздумий, всё же решил перевести корпус Юэлла на правый фланг. Он отправил соответствующий приказ, но Юэлл ответил, что Калпс-Хилл всё ещё не занят противником, и он надеется захватить его. Ли снова решил оставить корпус Юэлла на его месте.
Согласно историку Дональду Пфанцу, Юэлл не просто ответил, а лично отправился в штаб генерала Ли и говорил с генералом около часа. Содержание их разговора точно не известно, но суть его сводится к тому, что Юэлл обещал попытаться взять Калпс-Хилл.

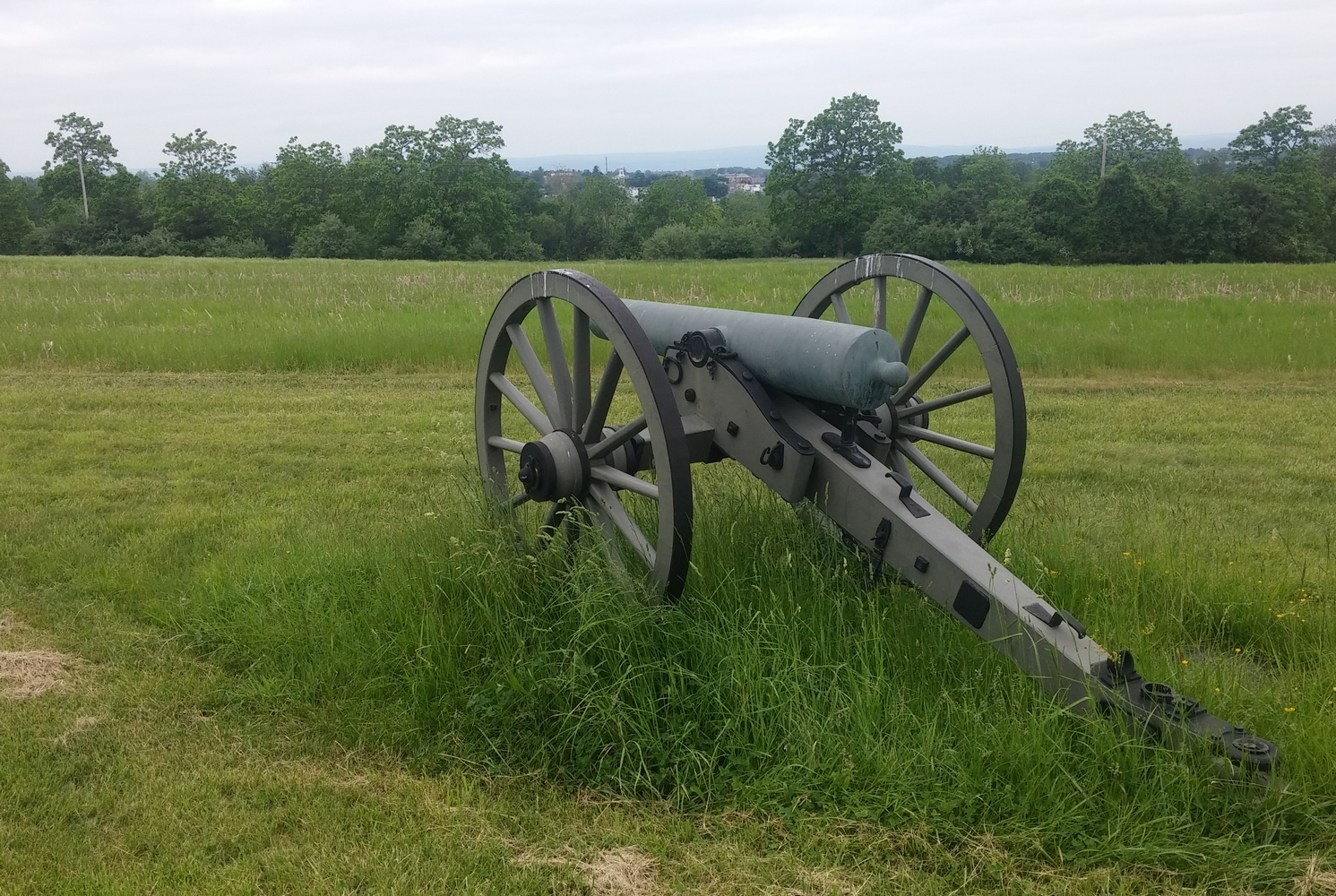
Артиллерия Юэлла на высоте Беннерс-Хилл

В полночь Юэлл вернулся в штаб, где узнал, что Калпс-Хилл не взят. Джонсон ждал распоряжений Юэлла, а в это время противник занял высоту. Более того, приближался федеральный XII корпус. Юэлл был потрясён этими новостями (хотя его точная реакция не известна). Он был уверен, что Джонсон давно занял холм, и именно поэтому просил Ли поменять план наступления. Теперь действительно имело смысл перебросить корпус на правый фланг армии, но было слишком поздно.
С утра 2 июля Юэлл ждал начала атаки корпуса Лонгстрита, но она была отложена до 16:00. За это время артиллерия корпуса заняла позиции на Семинарском хребте и на высоте Беннерс-Хилл. Когда артиллерия Лонгстрита начала обстрел, артиллерия Юэлла присоединилась к нему, но сразу стала нести потери из-за уязвимости артиллерийских позиций. Здесь Юэлл потерял убитым Джозефа Латимера, своего лучшего артиллерийского офицера. В 19:00 дивизия Джонсона атаковала Калпс-Хилл, но достигла лишь незначительного успеха. Атака дивизии Эрли была более удачна, но дивизия Роудса не успела поддержать её, и Эрли отступил. И всё же оставалась надежда на успех повторной атаки. 3 июля в 04:30 северяне открыли огонь по позициям дивизии Джонсона, после чего дивизия пошла в атаку, и тут же стало известно, что атака корпуса Лонгстрита переносится на 10:00. Атака Джонсона не дала никакого результата.

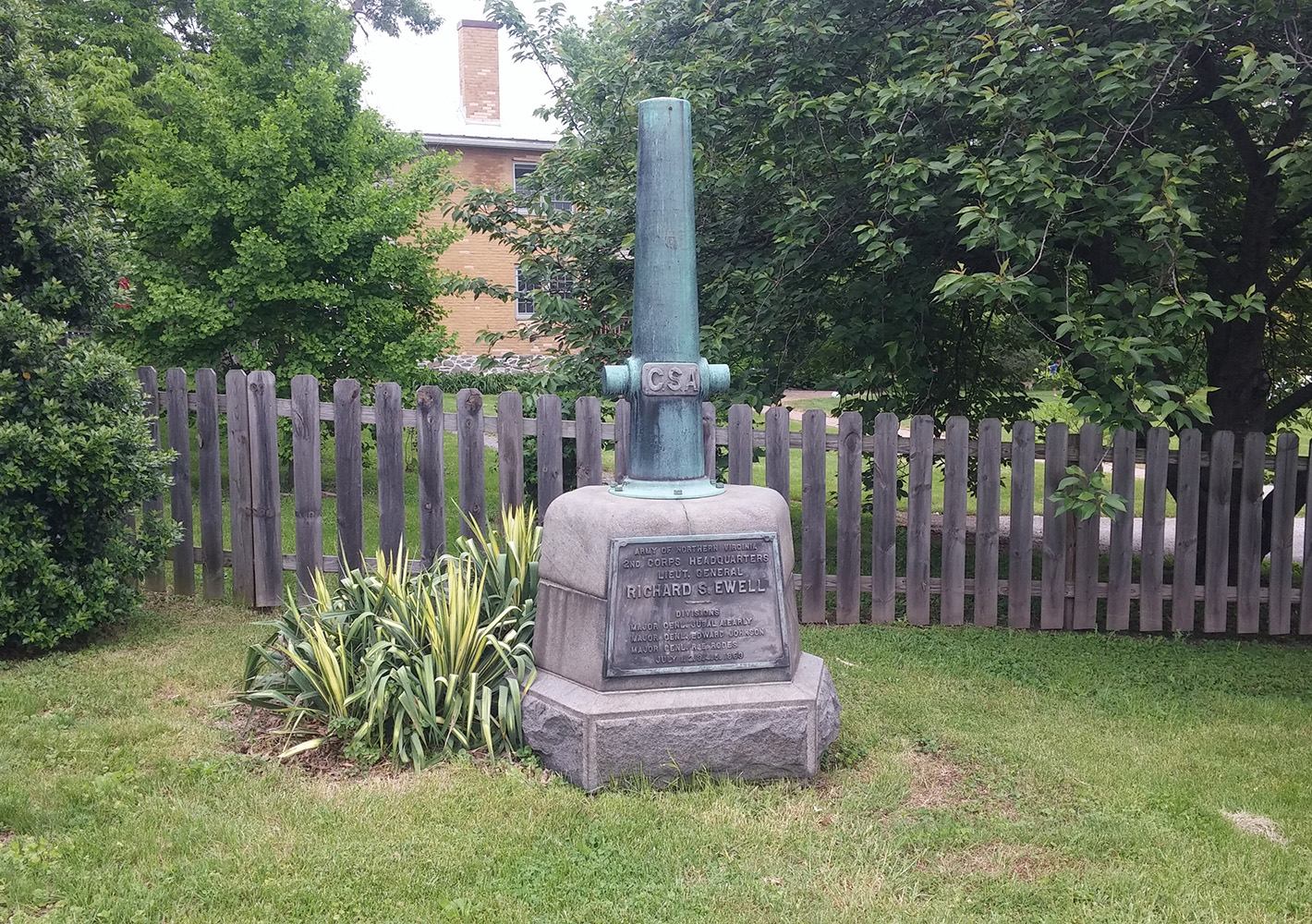
Маркер на месте штаба Юэлла на Гановерской дороге

Существует мнение, что Юэлл был ранен в деревянную ногу вечером 1 июля на улицах Геттисберга. Упоминания об этом содержатся в мемуарах Гордона, и впоследствии это было пересказано многими мемуаристами, но этого события не упоминают Тримбл и Браун, которые были с Юэллом в этот момент. Историк Дональд Пфанц считает, что ранение произошло 3 июля и лишь по ошибке было отнесено Гордоном к 1 июля.
Вечером того дня Ли приказал Юэллу отвести корпус на Семинарский хребет и быть готовым к отражению атаки. Её не последовало, и вечером 4 июля Северовирджинская армия начала отступление. II корпус отступал последним, и Юэлл лично руководил отходом арьергарда в полдень 5 июля. Он всё ещё был готов сражаться и просил у Ли разрешения повернуть и атаковать противника, но тот не дал согласия. Двигаясь по фэирфилдской дороге, корпус пришёл в Хагерстаун, где узнал, что наводнение уничтожило переправу через Потомак у Уильямспорта. В ожидании спада воды армия заняла оборонительную позицию: корпус Юэлла разместился на левом фланге, к северу и северо-востоку от Хагерстауна. Ли рассчитывал, что северяне атакуют его, и велел Юэллу как следует укрепить позицию. Но атаки снова не последовало, и ночью 13 июля Ли отвёл армию. Корпус Юэлла перешёл Потомак вброд у Уильямспорта. Юэлл увёл корпус к Дарксвиллу, где тот простоял до 22 июля. Когда армия ушла к Калпеперу, Юэлл с корпусом на два дня остался в долине Шенандоа, прикрывая эвакуацию раненых. 23 июля корпус пришёл во Фронт-Рояль, где федеральная армия пыталась остановить его, однако Мид и на этот раз был осторожен и не стал ввязываться в сражение. 1 августа Юэлл отвёл корпус за Раппаханок к Орандж-Кортхауз. Геттисбергская кампания закончилась.

#### Оценки
Дуглас Фриман называет нерешительность Юэлла второй из пяти причин неудачи сражения под Геттисбергом (после рейда Стюарта). «Юэлл колебался, потому что не был знаком с методами командования генерала Ли и был воспитан на другой школе командования. Джексон, который всё время руководил действиями Юэлла, давал предельно конкретные приказы и никогда не позволял самодеятельности, кроме крайних случаев; Ли же всегда полагался на тактическое суждение своих подчинённых… Юэлл был озадачен и растерян, когда получил приказ захватить Кладбищенский холм „по возможности“. Не стоит думать, что Ли изменил бы своей системе ради Юэлла или что Юэлл изменил свой характер за те два месяца, что служил под началом Ли».
Сам Юэлл после войны говорил, что имеющимися силами не смог бы взять Кладбищенский холм. «Если бы дивизия Джонсона была бы тогда со мной, то не было бы Второго Дня Геттисберга, — говорил он, — но он пришёл слишком поздно».
Споры вокруг ответственности Юэлла особенно разгорелись уже после войны. Джон Гордон, Исаак Тримбл и Рэндольф Макким утверждали, что именно медлительность Юэлла привела к поражению. В статье 1915 года Макким писал: «Храбрый и обычно энергичный Юэлл никак не мог понять, что делать. Если бы Кладбищенский холм был своевременно атакован… он был бы легко взят, и Мид был бы вынужден отступить». Уолтер Тейлор (адъютант Ли) писал в мемуарах, что после войны спросил Джонсона, почему же тот не наступал вечером, и тот ответил, что получил приказ остановиться, хотя никаких препятствий на его пути не было. Кэмпбелл Браун по этому поводу писал, что такого приказа Юэлл не отправлял, и такого разговора у Тейлора с Джонсоном не было. Он утверждал, что Джонсон, согласно его рапорту, остановился сам без всякого приказа. В поддержку Юэлла высказывался Армистед Лонг, который лично проводил рекогносцировку позиций северян. После войны он писал, что Кладбищенский холм был сильно укреплён и атака этой позиции имела мало шансов на успех.

### Осень 1863 года

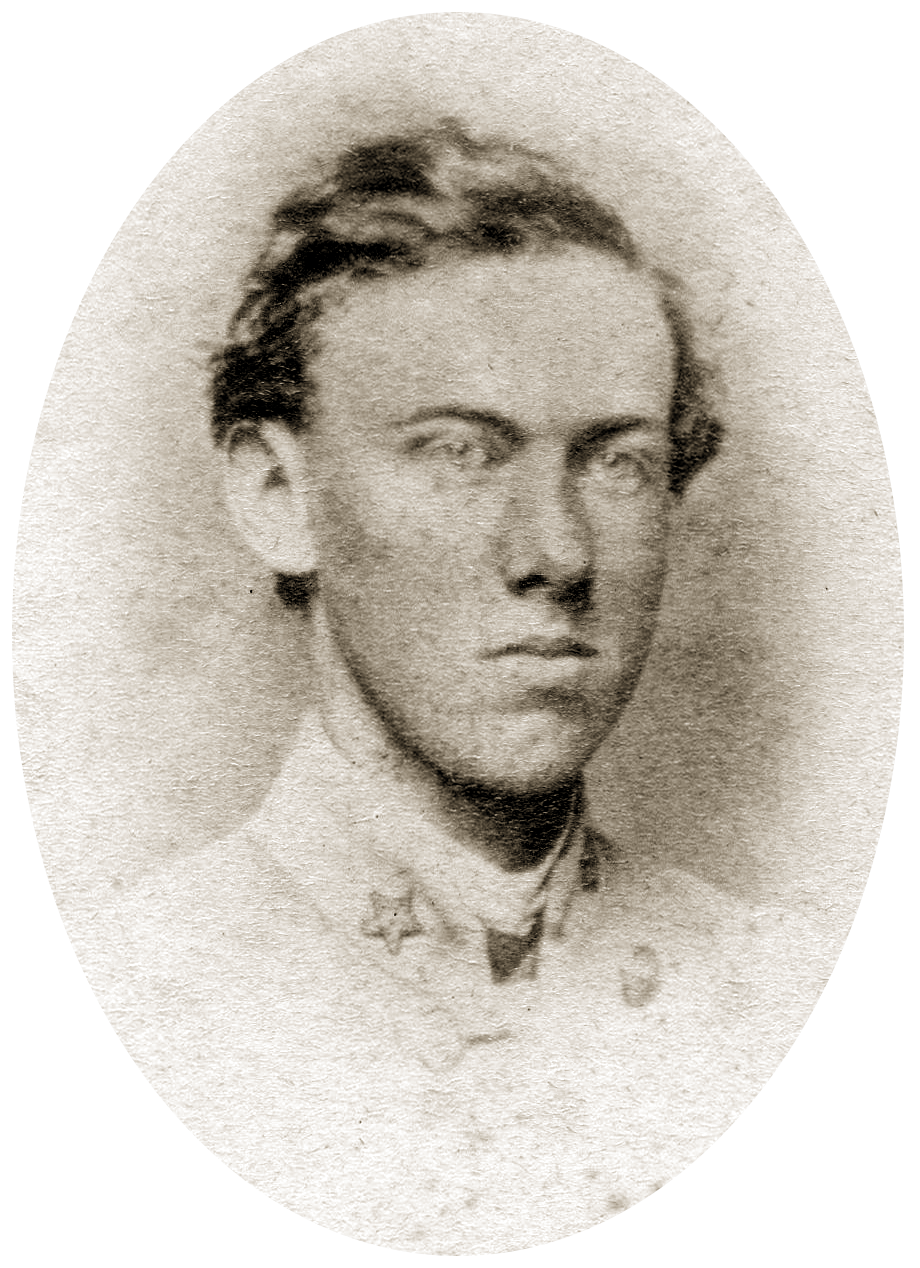
Майор штаба Сэнди Пендлтон был восхищён Юэллом в мае 1863 года, но полностью утратил веру в него к ноябрю

После завершения Геттисбергской кампании Северовирджинская армия встала лагерем около Оринджа, и Юэлл разместил штаб в доме Шоу в полумиле от Оринджа. Лизинка сразу приехала к мужу из Шарлоттсвилла с многочисленными родственницами. Юэлл устраивал для них танцы в своём штабе, возил их на пикники на Кларкс-Маунтин и уделял жене так много внимания, что почти забыл о своём корпусе. Доктор Макгир и Джедедия Хотчкисс полагали, что присутствие Лизинки при лагере нежелательно. Между тем в конце сентября южане разбили федеральную армию Роузкранса в сражении при Чикамоге, Мид отправил на Запад два корпуса, и Ли решил его атаковать. 3 октября Ли встретился с Юэллом и другими генералами на Кларкс-Маунтин и изложил им свой план наступления. Юэлл сразу отправил Лизинку обратно в Шарлоттсвилл и стал готовить корпус к бою.
8 мая два корпуса Северовирджинской армии начали марш во фланг армии Мида, но тот успел отойти за Раппаханок. Армия начала второй обходной манёвр, который привёл к сражению у станции Бристо. Корпус Юэлла не участвовал в сражении, хотя сам Юэлл издалека наблюдал происходящее. Сражение произошло совсем недалеко от «Стоуни-Лансома» — дома, где он провёл детство. После сражения армия отступила к Бренди-Стейшен и встала там лагерем. Многие были недовольны результатами кампании, считая отчасти причиной нерешительность Юэлла.
Боевые действия возобновились 7 ноября, когда федеральная армия начала наступление у Келли-Форд и одновременно внезапной атакой захватила укрепления у Раппаханок-Стейшен, которые удерживала бригада Хайса (так называемое Второе сражение у Раппаханок-Стейшн). Ли был вынужден отступить за Рапидан. «Юэлл и Хилл стали козлами отпущения той неудачной кампании, — писал Дональд Пфанц, — и это казалось логичным. При Лонгстрите и Джексоне армия побеждала; при Хилле и Юэлле терпела неудачи». Штабные офицеры теряли веру в Юэлла; Сэнди Пендлтон писал домой, что Эрли гораздо лучше командует армией, чем Юэлл. В это время у Юэлла стало ухудшаться здоровье, а противник готовился к наступлению — начиналась кампания Майн-Ран. 15 ноября Ли отстранил Юэлла от командования, поручив его корпус генералу Эрли. Юэлл отбыл в Шарлоттсвилл для лечения болей в ампутированной ноге, но вскоре узнал о наступлении северян и 29 ноября вернулся в армию. Ли отказался вернуть его к командованию в разгар боёв, из чего Юэлл, вероятно, понял, что он не устраивает Ли в качестве командира. Вскоре Потомакская армия отступила за Рапидан, и Юэлл снова попросил вернуть ему корпус. Ли долго не давал ответа, но 4 декабря всё же уступил. Вероятно, он уже твёрдо решил отстранить Юэлла, но искал для этого подходящий повод.

### Оверлендская кампания
3 мая стало известно, что Потомакская армия двигается к переправам через Раппаханок — Грант начал Оверлендскую кампанию. Ли приказал двум своим корпусам идти на перехват Гранта. В полдень 4 мая корпус Юэлла начал марш по гравийному тракту Ориндж-Тёрнпайк, миновал реку Майн-Ран (где с осени остались укрепления) и встал лагерем в Локаст-Гроув. Ли не знал, куда именно направится Грант. Если тот повернул бы на восток, Юэллу было приказано атаковать его с тыла. Если же Грант повернёт на запад, Юэлл должен был отступить на рубеж за рекой Майн-Ран. Утром 5 мая корпус возобновил марш. Ли сказал Юэллу, что не хочет ввязываться в полноценное сражение до подхода корпуса Лонгстрита, так что Юэлл должен действовать так, чтобы суметь выйти из боя, если противник окажется слишком силён. В 11:00 корпус Юэлла встретился с передовыми частями противника на поле Саундерса, и началась битва в Глуши. Юэлл развернул дивизию Роудса справа от дороги, а Джонстона — слева. В 13:00 корпус Уоррена атаковал его позицию и опрокинул дивизию Роудса, но подошла дивизия Эрли и отбросила северян. Не желая ввязываться в крупное сражение, Юэлл не стал развивать успех.
Обе стороны стали строить укрепления и подтягивать дополнительные силы. Между корпусом Юэлла и корпусом Хилла образовался опасный разрыв, так что Юэлл оказался открыт с обоих флангов. Ближе к вечеру VI корпус Потомакской армии атаковал его левый фланг, но был отбит. 6 мая Юэлл задумывал контратаку, но новые атаки корпусов Седжвика и Уоррена связали ему руки. В конце дня Гордон предложил атаковать правый фланг противника, и после некоторых колебаний Юэлл дал согласие. Атака Гордона, начавшаяся после захода солнца, первоначально развивалась успешно, но наступление в темноте привело к неразберихе и приостановке атаки. До конца жизни Гордон был уверен, что если бы Юэлл назначил атаку на час раньше, он сумел бы разбить корпус Седжвика. Несмотря на критику Гордона, Юэлл хорошо («даже великолепно», по выражению Дональда Пфанца) проявил себя в этом сражении. Без всякого контроля со стороны Ли он умело использовал резервы, отбил все атаки и сам провёл успешную атаку. Потеряв всего 1125 человек, он нанёс противнику впятеро больший урон.

«Подкова мула»

7 мая северяне стали отходить на участке дивизии Эрли, и Ли понял, что Грант меняет позицию. Он отправил корпус Андерсона к Спотсильвейни, где утром 8 мая тот столкнулся с наступающей федеральной армией — началось сражение при Спотсильвейни. В тот же день корпус Юэлла был отправлен на помощь Андерсону. В ходе марша Юэлл провёл кадровые перестановки: Эрли возглавил III корпус, его дивизию передали Джону Гордону, бригаду Хайса перевели в дивизию Джонсона, а бригаду Джонстона перевели из дивизии Роудса в дивизию Гордона. Юэлл пришёл к Спотсильвейни в 17:00, в тот самый момент, когда VI федеральный корпус выходил во фланг Андерсону. Дивизия Роудса атаковала противника и отбросила северян. Роудс встал правее корпуса Андерсона, а Джонстон — ещё правее. Всю ночь южане возводили земляные укрепления, но по ряду причин на участке корпуса Юэлла линия укреплений приняла форму выступа, который стал известен как «Подкова мула». Инженеры армии и лично генерал Ли сочли эту позицию опасной, но Юэлл уверил Ли, что сможет удержать «подкову».
10 сентября основание подковы попало под удар «атаки Аптона». 12 федеральных полков прорвали линию обороны на участке бригады Долса, но не смогли расширить прорыв. Юэлл лично прибыл на опасный участок, лично возвращал в строй бегущих и подтягивал резервы. Он находился в самой гуще боя, но только один из его штабных офицеров в итоге оказался ранен. К ночи северяне оставили захваченные укрепления. Ли велел Юэллу дополнительно усилить их на случай новой атаки.
11 мая Ли вывел артиллерию из «Подковы мула», предполагая отступление федеральной армии. В полночь разведка донесла Юэллу, что по всем признакам противник готовится к атаке. Юэлл распорядился вернуть артиллерию, но его приказ по какой-то причине дошёл до батарей только через три часа (03:30). А ещё через час федеральный корпус Хэнкока атаковал «Подкову» и практически уничтожил дивизию Джонстона. Северовирджинская армия оказалась на грани разгрома. Юэлл и Ли пытались остановить бегущих, но если слова Ли производили нужный эффект, то Юэлл настолько потерял самоконтроль, что Ли сказал: «Как вы можете контролировать своих людей, если не контролируете себя самого?» Подошедшие резервы отбили позицию, но ночью отошли ко второй линии обороны. Юэлл потерял около 3000 пленными (по его подсчётам, 2000) и от 4000 до 5000 убитыми и ранеными.
17 мая Грант решил предпринять ещё одну попытку прорыва. У него было 22 000 человек против примерно 6000 человек у Юэлла. На рассвете 18 мая началась атака, но как только федералы подступили к линии засеки, 29 орудий батальона Лонга открыли огонь картечью и шрапнелью. Федеральная пехота несколько раз поднималась в атаку и всякий раз безуспешно. За этот недолгий бой южане потеряли всего 30 человек, а северяне более 500. Вечером того же дня федеральная армия отошла на новую позицию, и генерал Ли поручил Юэллу выявить эту позицию. Юэлл решил задействовать весь свой корпус. Он полагал, что федералы всё ещё стоят у «Подковы», поэтому отправил корпус в долгий фланговый марш по Брок-Роуд. Он взял с собой 6 орудий батальона Брэкстона, но состояние дорог было таково, что уже через пару километров он вернул орудия назад. Юэлла часто осуждали за это решение, но в нём был смысл: он не смог бы переправить орудия за разлившуюся реку Ни, а если бы и смог, то едва ли переправил бы их обратно во время отступления. Юэлл вышел к Фредериксбергской дороге в конце дня 19 мая и у Харрис-Фарм встретил федеральную армию. Ему противостояла бригада Роберта Тайлера, сформированная из бывших артиллеристов и превосходившая силы Юэлла численно примерно на треть. Несмотря на первоначальный успех, развить его не удалось. К полю боя подошли подкрепления — ветеранские полки дивизии Бирни.
Около 10:00 стрельба прекратилась, и южане отступили к траншеям у «Подковы мула». Под Юэллом был убит конь (в четвёртый и последний раз за войну), он получил травму и, вероятно, по это причине плохо руководил отступлением. 472 человека были забыты на позиции и в итоге попали в плен. Всего Юэлл потерял 900 человек, почти шестую часть своих сил.

### Отставка
27 мая Грант перешёл реку Поманки, чем заставил Ли отступить от рубежа на реке Норт-Анна. Юэлл ещё 26 мая заболел диареей и 27-го чувствовал себя так плохо, что сдал командование генералу Эрли. Юэлл проехал в санитарной повозке до Механиксвилла, где два дня пролежал в палатке, пропустив сражение при Колд-Харбор. 29 мая генерал Ли официально назначил Эрли временным командиром корпуса и дал Юэллу разрешение на отставку для отдыха и лечения. Это встревожило Юэлла, он боялся, что Ли хочет отстранить его от командования, поэтому сразу же ответил, что будет готов вернуться в строй через два дня, и приложил к письму справку от главного врача Макгира. Ли поздравил его 31 мая с выздоровлением, но не вернул к командованию под предлогом нежелания менять командиров в ходе сражения. В тот же вечер Юэлл лично встретился с Ли и попросил вернуть его в корпус, но Ли не уступил. Юэлл подал ещё несколько письменных запросов, но тщетно. 4 июля Ли официально присвоил Эрли звание генерал-лейтенанта и формально передал ему Второй корпус. Офицер штаба, Уильям Аллан, потом писал, что «мы все чувствовали, что его отставка неизбежна и, пожалуй, необходима».
7 июня Юэлл встретился с президентом и попросил вернуть его к командованию дивизией, но президент сказал, что звание генерал-лейтенанта не допускает этого. Юэлл предложил подать в отставку, чтобы заново вступить в армию в звании генерал-майора, но Дэвис отказал ему и в этом. 8 июня произошёл последний разговор Юэлла с Ли по этому вопросу, который снова окончился отказом.
Ли принял решение об отставке Юэлла ещё 29 мая. По всей видимости, он утратил веру в него. Эта вера пошатнулась ещё под Геттисбергом, затем после сражений у станции Бристо и Раппаханок-Стейшен, и даже действия Юэлла во время сражения в Глуши оставили у Ли негативное впечатление. Последней каплей стало сражение при Спотсильвейни: Юэлл обещал удержать «Подкову мула», совсем потерял голову 12 мая и втянулся в полноценное сражение при Харрис-Фарм. Возможно, решающей стала просьба Роудса отстранить Юэлла после Харрис-Фарм.
Могло иметь значение и звание Юэлла — после ранения Лонгстрита он остался самым высокоранговым офицером в армии и в случае ранения или болезни генерала Ли он стал бы командиром Северовирджинской армии. Ли ещё не решил, кто должен стать его преемником, но точно не желал, чтобы им был Юэлл.
Ли обратился к генералу Куперу с просьбой назначить Юэлла командиром укреплений Ричмонда, и 15 июня Купер официально поставил Юэлла во главе Ричмондского департамента.

### Во главе Ричмондского департамента

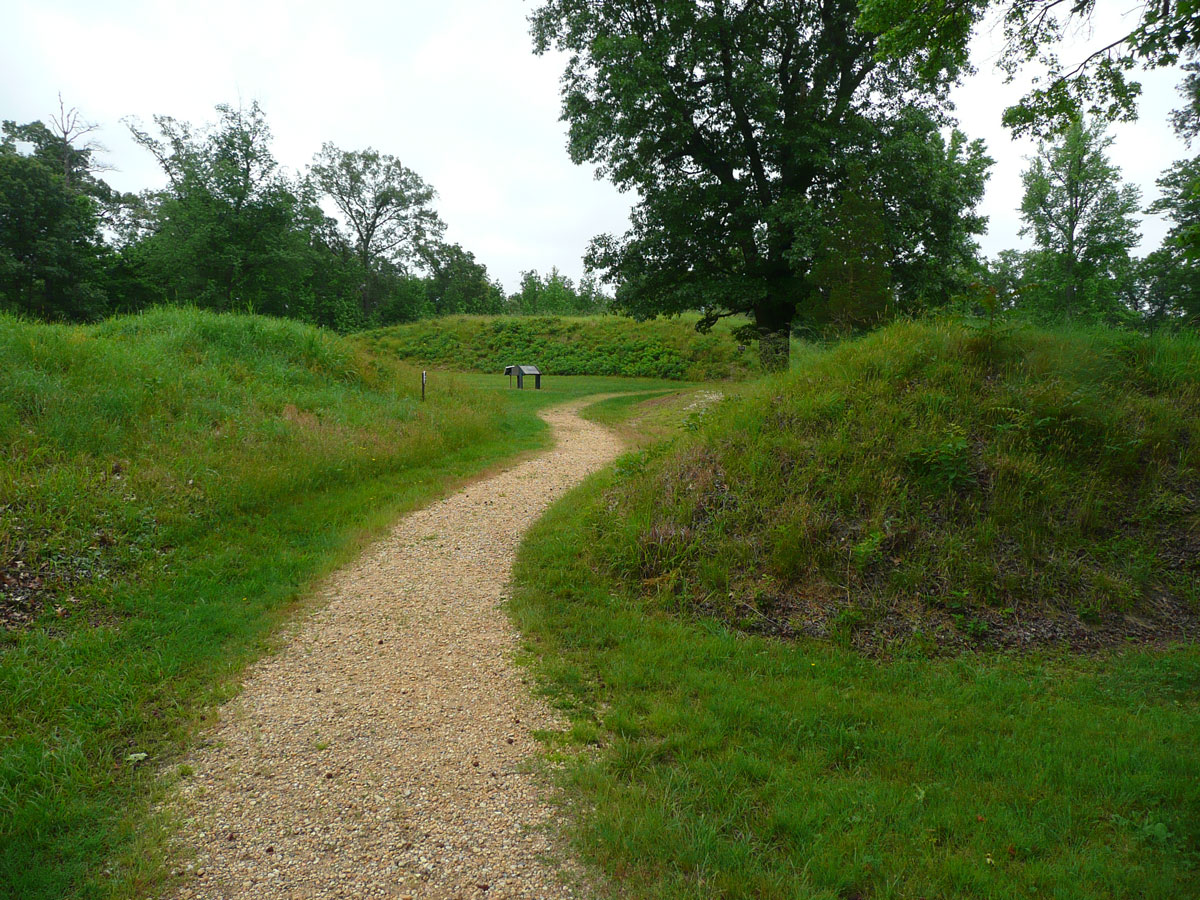
Форт Харрисон в наше время (2009)

Юэлл прибыл в Ричмонд 13 июня 1864 года и обнаружил, что в его распоряжении 6000 человек (на бумаге), и это в основном неопытные служащие тяжелоартиллерийских батальонов, недисциплинированные запасные части и нерегулярное местное ополчение. Кроме того, прежний командир забрал с собой весь штаб, и Юэллу пришлось создавать его заново. В это время, 14 июня, на западе погиб генерал Леонидас Полк, и генерал Джонстон попросил президента прислать на замену Юэлла. Президент запросил мнения Ли, но тот сослался на плохое здоровье Юэлла. В итоге на запад был послан Александр Стюарт. Юэлл узнал об этом уже после назначения Стюарта и был сильно расстроен. Он очень хотел служить при Джонстоне. «Он был моей единственной надеждой на возвращение к командной должности», — писал он брату.
Между тем Потомакская армия подошла к Ричмонду и Петерсбергу и началась осада Петерсберга. В обороне стояла Северовирджинская армия, но на отдельных участках на позиции стояли и части Юэлла — например, рядом с дивизиями Кершоу и Коннера у Нью-Маркет-Хайс. При этом Юэлл не мог командовать Кершоу, а Кершоу — Юэллом (они служили в разных департаментах). Части Юэлла занимали одну из запасных линий обороны, так называемую «Intermediate line». Серьёзных боёв на этом участке не происходило до сентября, но в конце месяца Грант предпринял третью, самую серьёзную атаку Петерсберга. Генерал Батлер решил, что именно участок Юэлла — самое слабое место в обороне города.

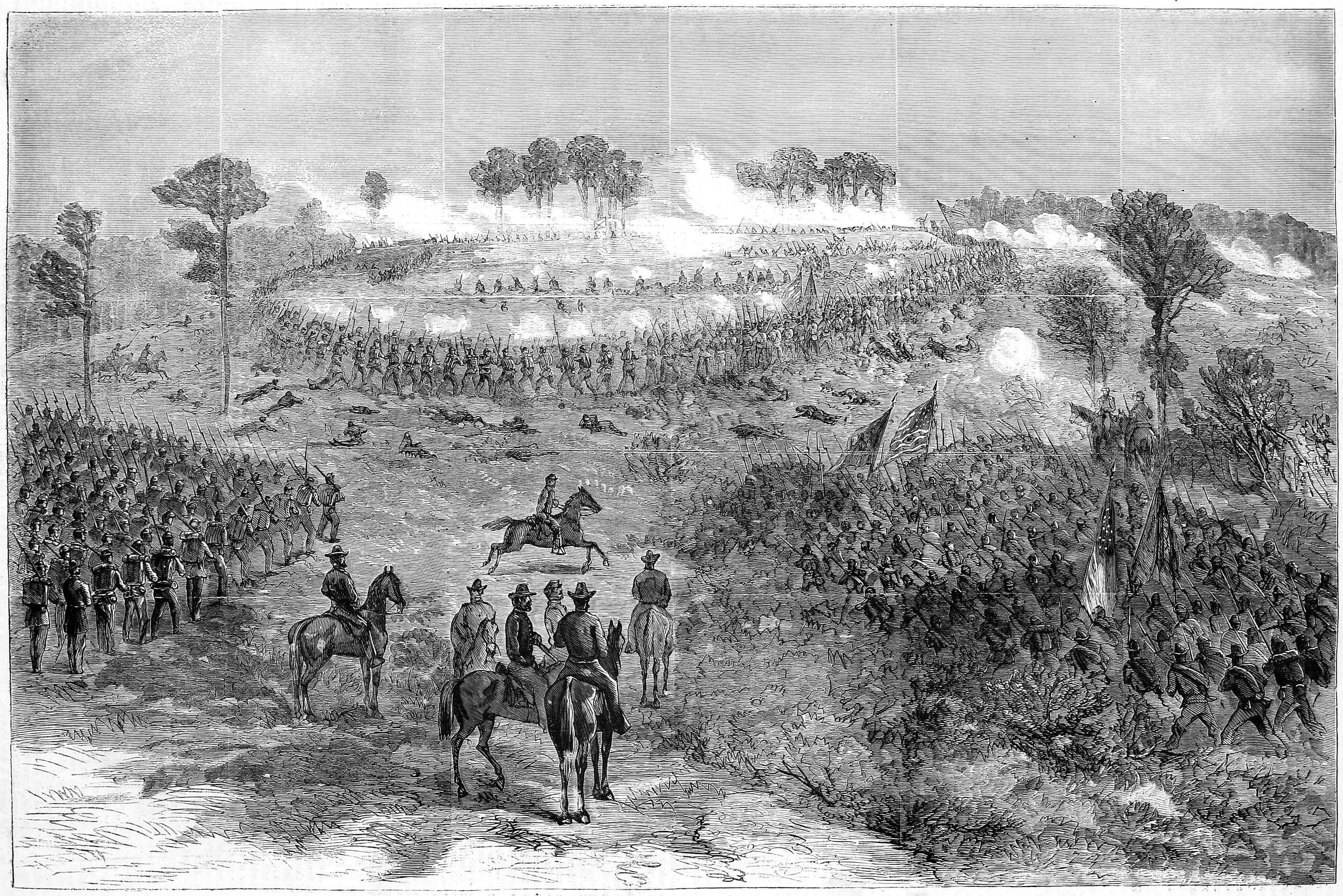
Сражение у Чаффинс-Фарм, северяне штурмуют форт Харрисон

К тому времени оборона Петерсберга и Ричмонда была ослаблена переброской частей в долину Шенандоа, и к северу от реки Джеймс осталось всего 8600 человек, из которых 2900 человек под командованием Джона Грегга относились к Северовирджинской армии и занимали передовую позицию, а остальные части подчинялись Юэллу. Батлер атаковал по двум направлениям: Х корпус генерала Бирни атаковал Грегга, а XVIII корпус генерала Орда атаковал ключевой пункт обороны — форт Харрисон. Генерал Ли приказал перебросить на помощь дивизию Филда, а пока велел держаться теми силами, что есть.
28 сентября началось сражение у Чаффинс-Фарм. Корпус Орда втрое превосходил по численности части Юэлла, непосредственно форт Харрисон удерживали 200 человек при девяти орудиях, но из них четыре не смогли дать залп. Потеряв при атаке 600 человек, северяне захватили форт. Юэлл попытался остановить бегущих. «Какого чёрта вы бежите?» — крикнул он одному рядовому, на что тот ответил: «Потому что не можем летать». Было 06:00, и в случае решительного наступления Орд вошёл бы в Ричмонд до заката, но густой лес не позволял ему сориентироваться в ситуации. Юэлл успел собрать погонщиков, заключённых и всех, кого смог, и развернул их в тонкую линию на краю леса, изображая крупные силы. Приём сработал, Орд предпочёл атаковать в южном направлении, где был ранен. Федералы приостановили наступление, но форт Харрисон остался в их руках. Впоследствии Юэлл считал сражение за форт Харрисон своим главным вкладом в той войне. Он утверждал, что в тот день северяне легко могли бы взять Ричмонд.
2 октября произошли изменения в религиозной жизни Юэлла: 2 октября 1864 года преподобный Джон Джонс провёл над ним обряд конфирмации в ричмондском храме Святого Павла.

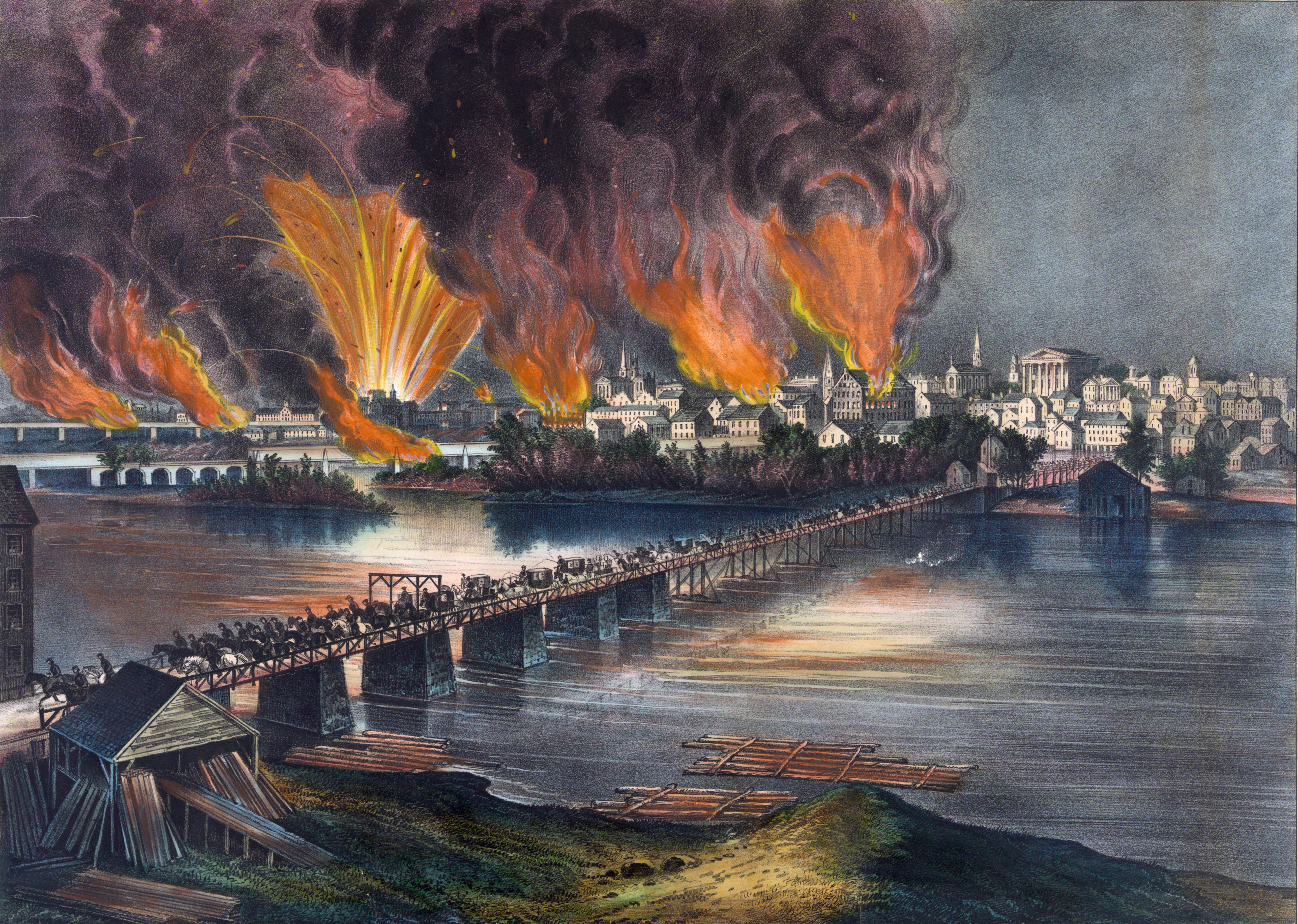
Эвакуация и пожар Ричмонда, литография 1865 года

Юэлл командовал гарнизоном Ричмонда всю зиму. 1 апреля в его распоряжение была передана дивизия Джозефа Кершоу. Утром 2 апреля северяне прорвали линию укреплений, и в 15:00 Юэлл получил приказ об эвакуации. Военный секретарь Джон Брекинридж также распорядился подготовить к уничтожению четыре военных склада. Юэлл протестовал против этого приказа и, по его словам, старался добиться минимального ущерба для города, но огонь со складов перекинулся на город и уничтожил почти весь центр Ричмонда. Впоследствии Юэлл утверждал, что был приказ только на поджог склада табака, но из-за вмешательства мародёров пожар распространился дальше. Впоследствии он тяжело переживал пожар Ричмонда и обвинения в прессе по этому поводу.
К западу от Ричмонда Юэлл собрал свои две дивизии (Кастиса Ли и Кершоу) и присоединился к отступающей Северовирджинской армии. Его отряд шёл третьим в колонне после корпусов Лонгстрита и Андерсона, а корпус Гордона шёл в арьергарде. У Хольтс-Корнер корпус Лонгстрита ушёл вперёд, а корпус Гордона ушёл по боковой дороге вслед за обозами, и в результате корпуса Андерсона и Юэлла оказались под ударом с фланга и с тыла. Юэлл отвёл свои дивизии к реке Сайлерс-Крик и занял там оборонительную позицию. Началось сражение при Сайлерс-Крик: корпус Райта атаковал его силами дивизий Сеймура и Уитона. Первая атака была отбита, но в это время был атакован и разбит корпус Андерсона. Северяне вышли Юэллу в тыл. Дивизия Кершоу была окружена и сдалась. Юэлл сдался кавалерийскому офицеру северян. Вскоре появился генерал Кастер, и Юэлл попросил его прекратить огонь. По его запросу Кастер послал письмо Кастису Ли, к которому Юэлл приложил записку, где сообщал, что они окружены, корпус Андерсона разбит, сам Юэлл сдался и Кастису Ли имеет смысл также сдаться во избежание ненужного кровопролития. Но Ли сдался ещё до получения этого письма.

### В плену
Юэлл был доставлен в штаб VI корпуса к генералу Райту, который хорошо помнил его по Вест-Пойнту. Райт пригласил его на обед, а потом они присоединились к разговору офицеров у палатки Шеридана. Юэлл говорил мало и в основном о том, что Юг был обречён в тот день, когда Грант перешёл Джеймс и подступил к Петерсбергу. «Теперь за каждого убитого кто-то должен ответить, — сказал он, — и это немногим лучше убийства… Не могу сказать, что сделает генерал Ли, но надеюсь, что он однажды капитулирует со всей армией». Этот разговор имел долговременные последствия: рядом находился доктор Смит, на которого произвели впечатление слова Юэлла, и на следующий день он передал их Гранту. Под его влиянием в тот же день Грант отправил генералу Ли предложение капитуляции, что через два дня привело к капитуляции Северовирджинской армии у Аппоматтокса.

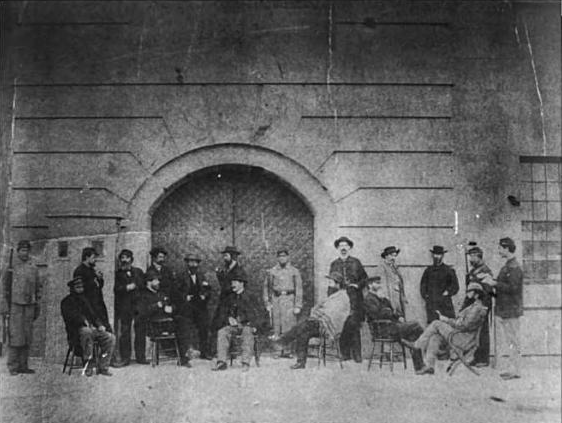
Военнопленные у ворот форта Уоррен

10 апреля Юэлл узнал о капитуляции Северовирджинской армии и условном освобождении всех сдавшихся. Он отправил запрос с просьбой отпустить его людей на тех же условиях, но запрос был проигнорирован, и все, сдавшиеся у Сейлорс-Крик, были отправлены в тюрьмы Севера. 12 апреля Юэлл был доставлен в Сити-Пойнт и зарегистрирован как заключённый. На следующий день он был доставлен на пароходе USS Cossack в Вашингтон, отправлен в офис провост-маршала, откуда направлен в форт Уоррен в бостонской гавани. Юэлл покинул Вашингтон 14 апреля в 19:30, ровно за три часа до того момента, как Джон Бут застрелил Линкольна в театре Форда. Заключённые узнали об этом на следующее утро от Бенжамина Батлера на боту корабля. «Боже мой! — воскликнул Юэлл, — мне ужасно жаль; это самое ужасное, что могло приключиться для Юга». Северяне на корабле в порыве гнева хотели выбросить за борт всех пленных генералов-южан, но Батлер не позволил сделать этого. 15 апреля Юэлл был в Нью-Йорке, Линкольн умер в этот день в 7 утра. Пленных поспешили переправить в Бостон во избежание нападения толпы. По пути толпа несколько раз порывалась их повесить и забрасывала вагон поезда камнями. В Бостоне был вызван отряд солдат, под охраной которых пленных поместили в кареты и на полной скорости отправили в порт, где быстро погрузили на корабль и перевезли в форт Уоррен.
Юэлл надеялся, что он будет освобождён на условиях капитуляции при Аппоматтоксе, и генерал Ли 25 апреля отправил Гранту запрос по этому поводу, но после убийства Линкольна федеральное правительство не было готово на такие решения. «Я думал, что с нами обойдутся как с людьми Ли, — писал Юэлл жене 20 апреля. — Но похоже, надо благодарить Бута за наших теперь бесчисленных врагов». Юэлл предложил написать Гранту коллективное письмо с выражением «негодования и возмущения» убийством президента. Эппа Хантон писал, что он был против этого письма, но 16 апреля оно всё же было составлено и подписано, в том числе и Хантоном.
Пока Юэлл находился в заключении, война завершилась — в конце мая сдалась последняя армия Юга. 29 мая президент Эндрю Джонсон объявил амнистию для всех военнопленных. 9 июня в форте были освобождены все офицеры в звании ниже майора. К документу амнистии прилагался список тех, кто из неё исключался, — Юэлл оказался в этом списке. Однако ему было разрешено принести клятву верности Союзу, и 16 июня он отправил президенту подписанную копию клятвы. В то же время его жена и сторонники старались добиться от президента его освобождения. В итоге 17 июня Лизинка встретилась с президентом и добилась его согласия на освобождение Юэлла при условия принесения им клятвы верности и выплаты залога в 10 000 долларов. 19 июля Юэлл подписал все нужные бумаги и в тот же день покинул форт. За три месяца настроения в Бостоне изменились, и теперь горожане встречали Юэлла как почётного гостя.

## Послевоенная деятельность

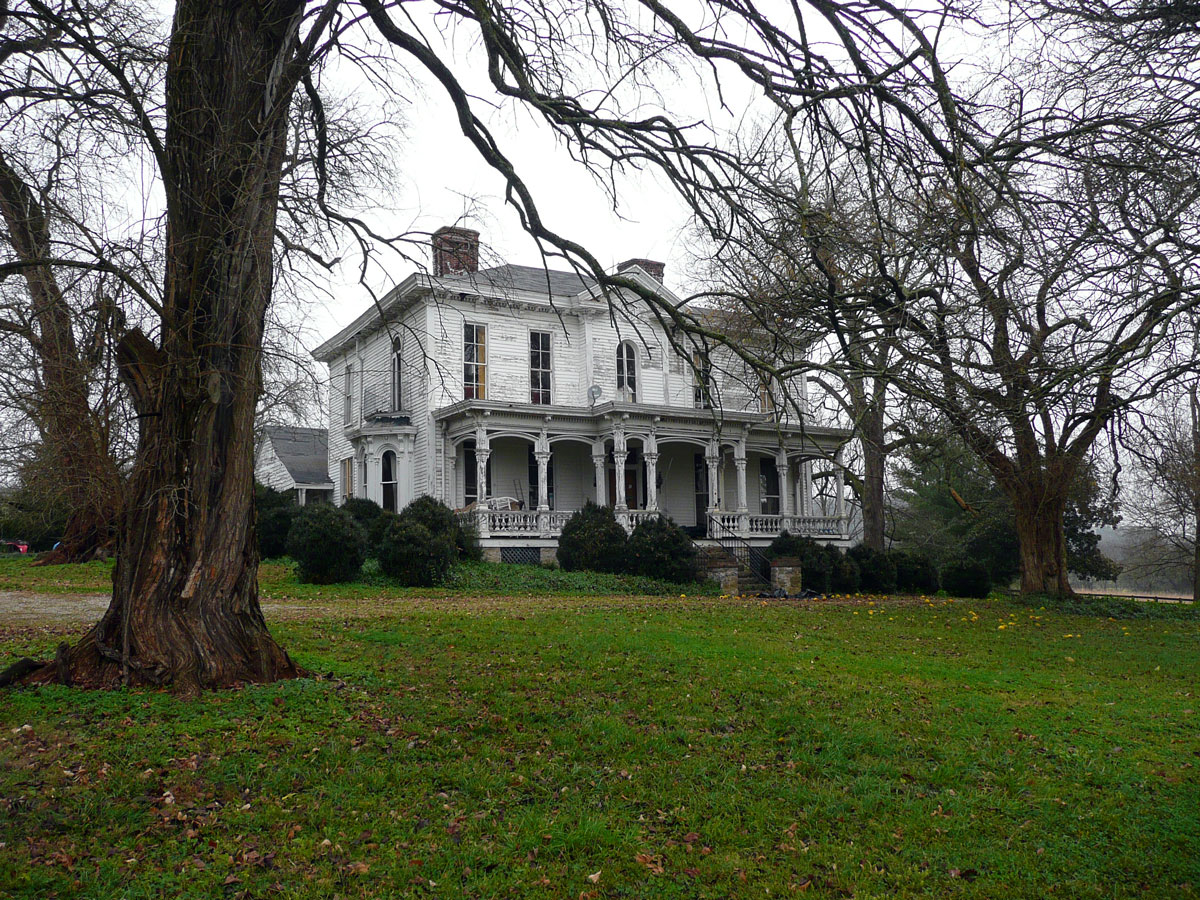
Ферма Спринг-Хилл

К моменту амнистии Юэллу было 48 лет, и он был вынужден начинать жизнь сначала. Он надеялся заняться фермерством на своей родной ферме «Стоуни-Лансом», но та была уже безнадёжно разорена войной. Он стал думать о том, чтобы обосноваться на реке Джеймс, но в итоге Юэллы приняли решение переехать в Теннесси, во владения Лизинки. Условия условного освобождения не давали Ричарду права покинуть Вирджинию, поэтому ему пришлось обращаться в Военный департамент с особым запросом. 7 октября ему разрешили покинуть Вирджинию, но он выехал ещё раньше, в конце сентября, и прибыл в Теннесси в конце октября (по пути он встречался в Филадельфии с генералом Джорджем Мидом). Спринг-Хилл, поместье его жены, в тот момент находилось в руках федеральных чиновников и только 1 февраля 1866 года перешло в собственность Юэллов. При этом Лизинке пришлось заплатить 1554 доллара компенсаций.
Поместье к тому времени тоже было разорено войной. Федеральная армия разрушила изгороди, перебила скот и уничтожила хлопковые плантации. Юэллу пришлось покупать новых животных, стройматериалы и нанимать рабочих. В результате его усилий к 1870 году поместье Спринг-Филд давало 2100 бушелей пшеницы, 3000 бушелей кукурузы, 2000 бушелей ячменя, 200 бушелей картофеля, 300 тонн сена и 70 тюков хлопка. Юэлл также выращивал виноград и производил вино для внутреннего употребления. В его стадах насчитывалось 70 дойных коров. Юэлл также разводил мулов, но особо много внимания уделял овцам — у него было около 900 овец британских пород. В том же 1870 году поместье оценивалось в 80 000 долларов и считалось одним из крупнейших в штате.
В 1866 году Юэллы совершили небольшое путешествие по Америке: в мае они выехали в Сент-Луис, оттуда в Новый Орлеан (где Юэлл встречался с Ричардом Тейлором). В июле Юэлл ездил в Западную Вирджинию, по пути остановившись в Луисвилле, где встречался с Кирби Смитом и Доном Карлосом Бьюэллом. Из Западной Вирджинии Юэлл уехал в Балтимор, затем в Уильямсберг, где навещал брата Бенжамина. В августе Юэллы вернулись в Спринг-Хилл, где намечалась свадьба Кэмпбелла Брауна и Сьюзан Полк, дочери генерала Люциуса Полка.
В послевоенные годы к Юэллу часто обращались с вопросами относительно хода Гражданской войны. Первым к нему обратился сам генерал Ли, который задумывал написать книгу о Северовирджинской армии. Потом к нему обращались за личными биографическими данными и за информацией о генерале Джексоне, а редактор Генри Доусон просил его написать о перестрелке при Фэирфаксе. Юэлл написал пару фраз, но в итоге так и не окончил статью.
В начале января 1872 года холодная погода вызвала множество заболеваний в доме Юэллов. 8 января простудился и сам глава семьи. Врачи диагностировали пневмонию, но решили, что случай несерьёзный. Однако в последующие дни положение Юэлла ухудшилось, и врачи постановили, что ему осталось жить не более 20 часов. Он составил завещание. 15 января ему стало чуть лучше, зато заболела Лизинка. 22 января она скончалась. 24 января её похоронили, в тот же день показав её гроб умирающему Юэллу. Он ещё сохранял ясность мысли и в тот день даже шутил. Он говорил, что заболел в тот день, когда был в своих старых армейских штанах, более тонких, чем обычные. «Я так долго воевал со Штатами, — сказал он, — что даже странно, что меня убила простая пара пехотных штанов». К ночи стало видно, что он умирает. После полуночи, около 01:00 (25 января) он стал терять ясность мысли, но почти сразу заснул. Он скончался во сне в 01:30.
Похороны состоялись 26 января. Заупокойная служба прошла в Нэшвилле в церкви Христа под руководством епископа Кинтарда, личного друга Юэлла. Гроб Юэлла несли губернатор Джон Браун, генерал Люциус Полк, Башрод Джонсон, Кирби Смит и Уильям Джексон. Юэлл был похоронен на Нэшвиллском городском кладбище около жены. Согласно его воле, на надгробии не было написано ничего, что могло бы ущемить чувства федерального правительства. Было указано только его имя и звание генерал-лейтенанта армии Конфедерации.

## Наследие
В 1935 году личные письма Юэлла были опубликованы в Ричмонде в виде книги «The Making of a Soldier» объёмом в 161 страницу. В книге собраны более 50 писем, в основном те, что Юэлл писал своему брату Бенжамину. Половина писем относится к довоенному периоду, начиная от поступления в Вест-Пойнт, и среди них особый интерес представляют письма из Мексики. Историк Дэвид Эйхер писал, что писем о периоде Гражданской войны в этом сборнике до обидного мало, но все они исключительно ценны.